# Teodora Lișcu
Teodora Lișcu (n. 16 mai 1937, Slimnic, România) este o pictoriță română. Este membru fondator al Uniunii Artiștilor Plastici din România, filiala Sibiu, dar și autoarea unor remarcabile creații plastice ce au ca dominante reprezentarea Sibiului medieval și natura.

## Viața și activitatea
A urmat școala primară și gimnaziul în localitatea de baștină, Slimnic. Studiile medii le-a făcut la Școala Normală de Fete din Sibiu. A urmat apoi Școala Populară de Artă din Sibiu, acolo unde și-a descoperit vocația de artist plastic și a avut ca mentori și colegi artiști precum: Rudi Schmückle, Simion Florea, Petre Dumbrăveanu, Constantin Ilea, Nicolae Borcan. A activat ca învățătoare în Slimnic, Jimbolia, Alba Iulia, Sibiu. Din 1980 până în 1993 a funcționat ca învățătoare și mentor al seriilor de candidați la cariera didactică în învățământul primar din Liceul Pedagogic.

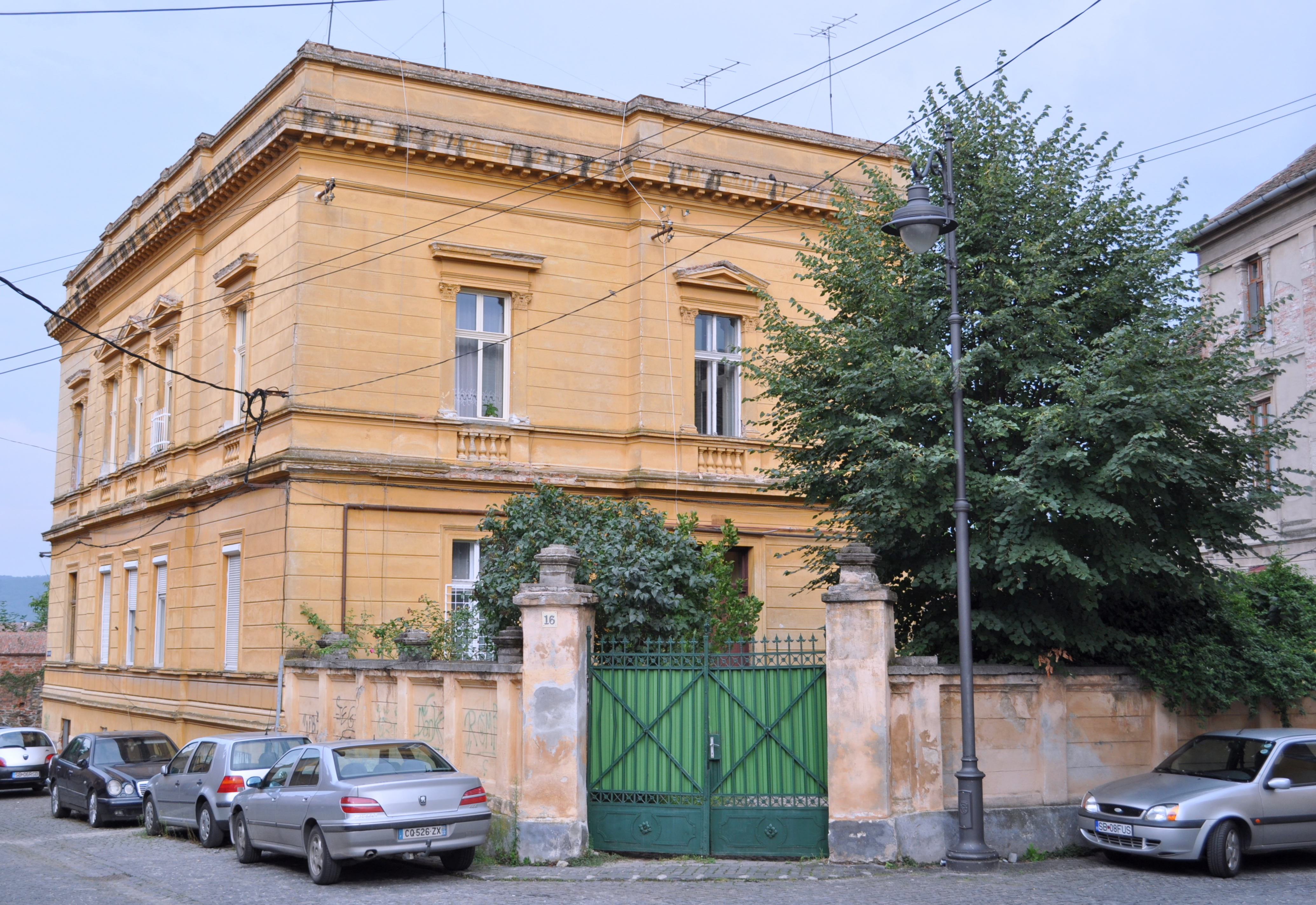
Casa din centrul istoric al Sibiului în care a locuit doamna Teodora Lișcu
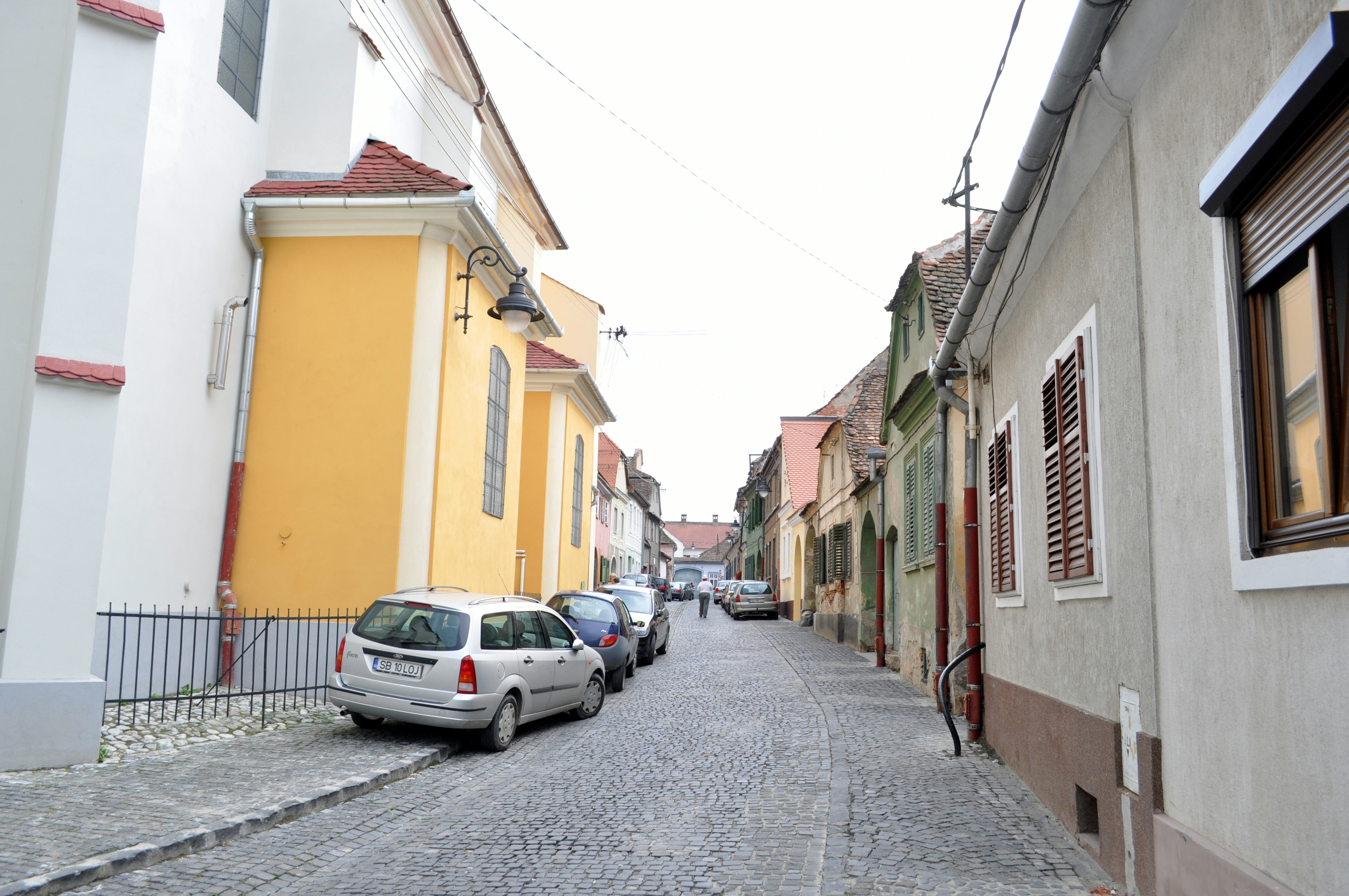
Împrejurimile cu biserica evanghelică
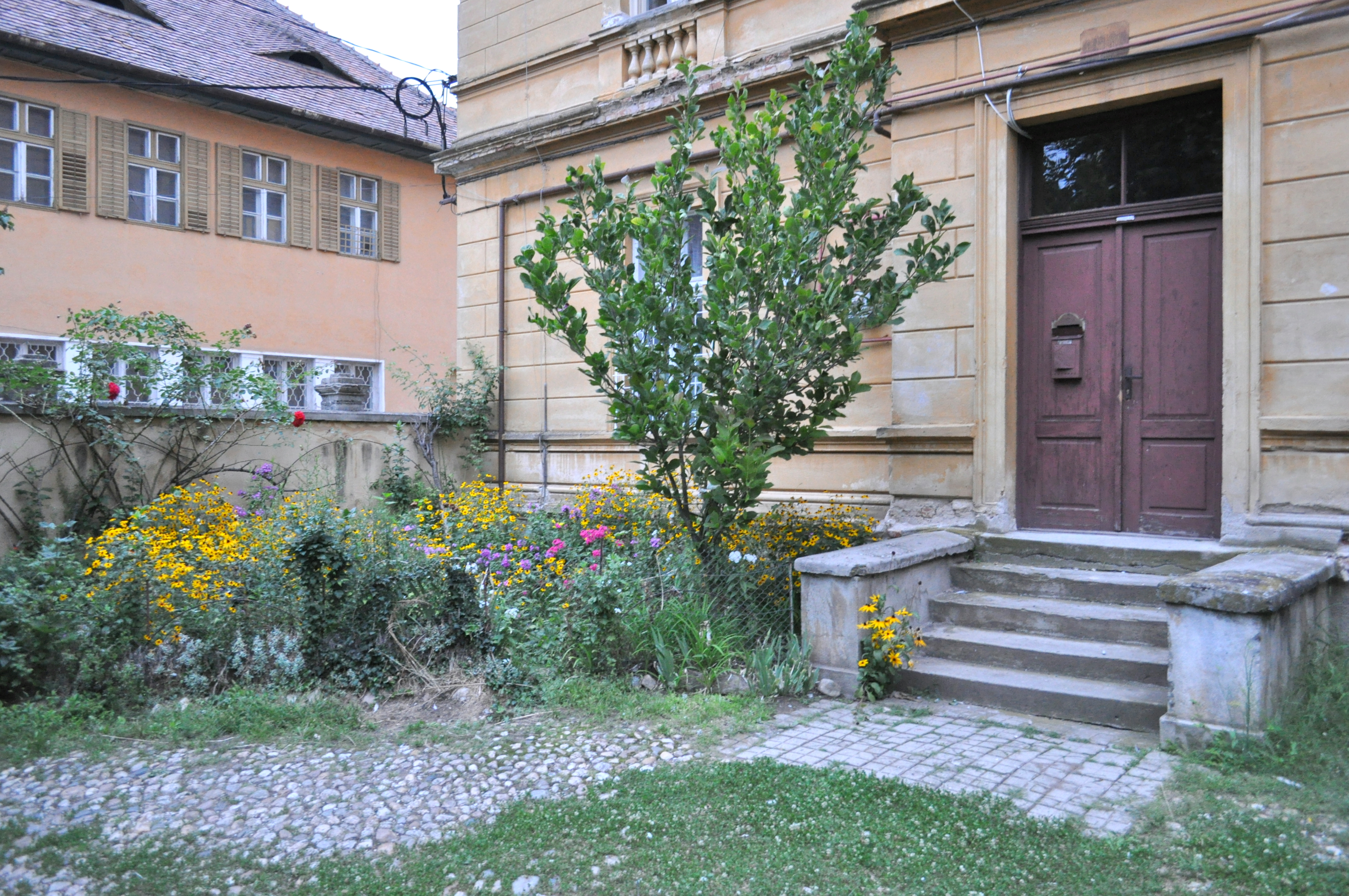
Intrarea în imobil
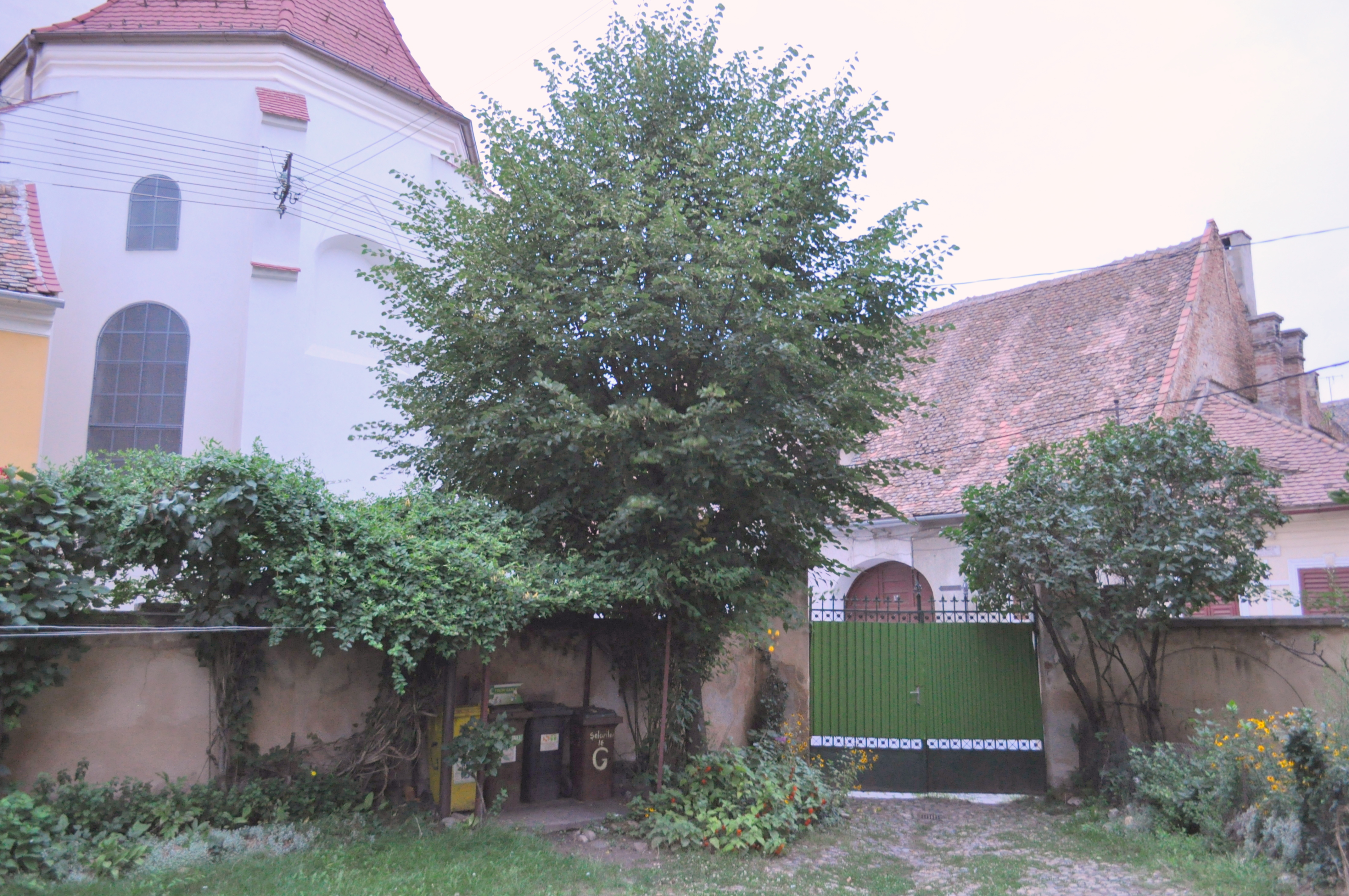
Curtea interioară
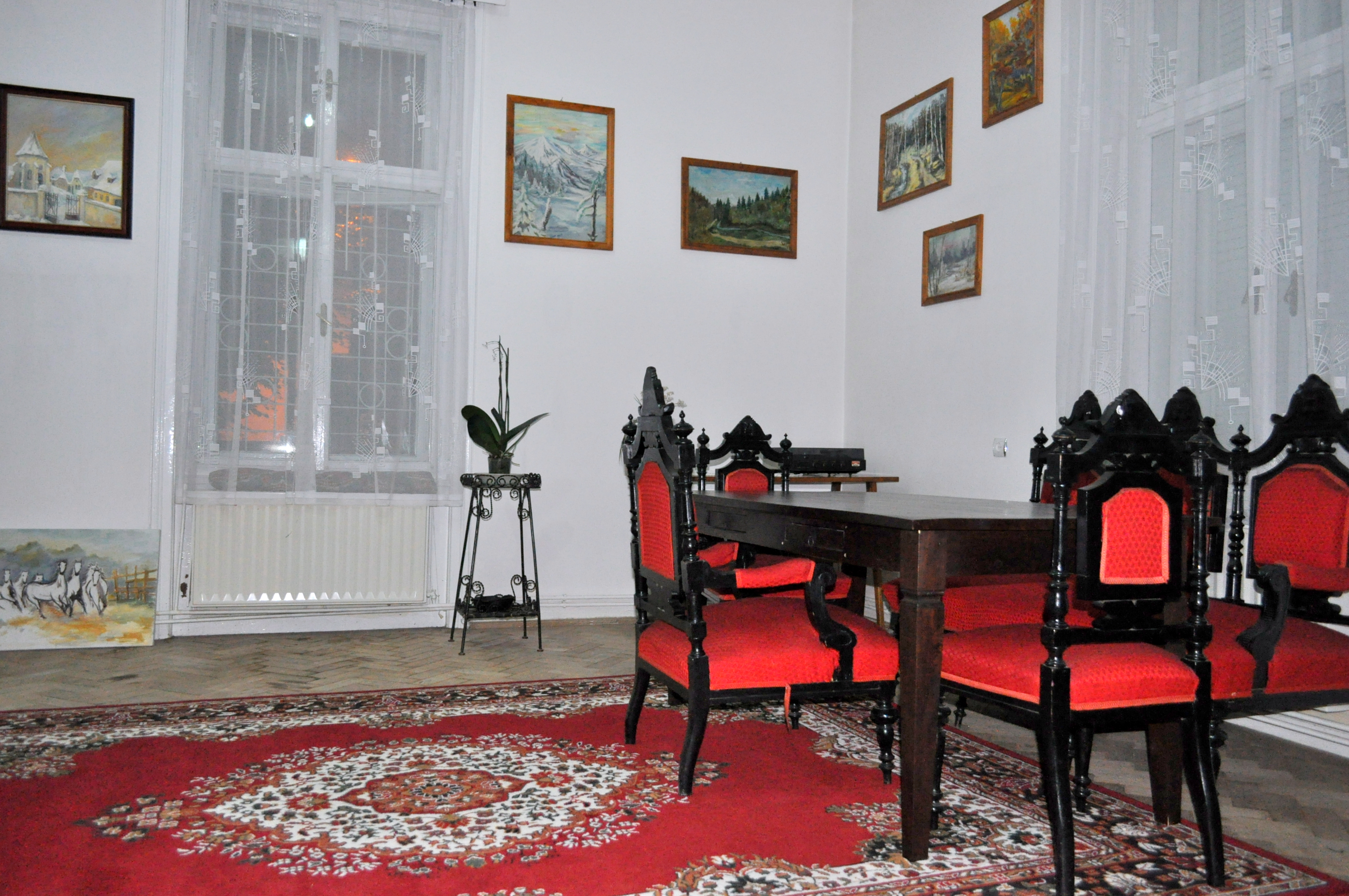
Casa în care a trăit și pictat doamna Teodora Lișcu
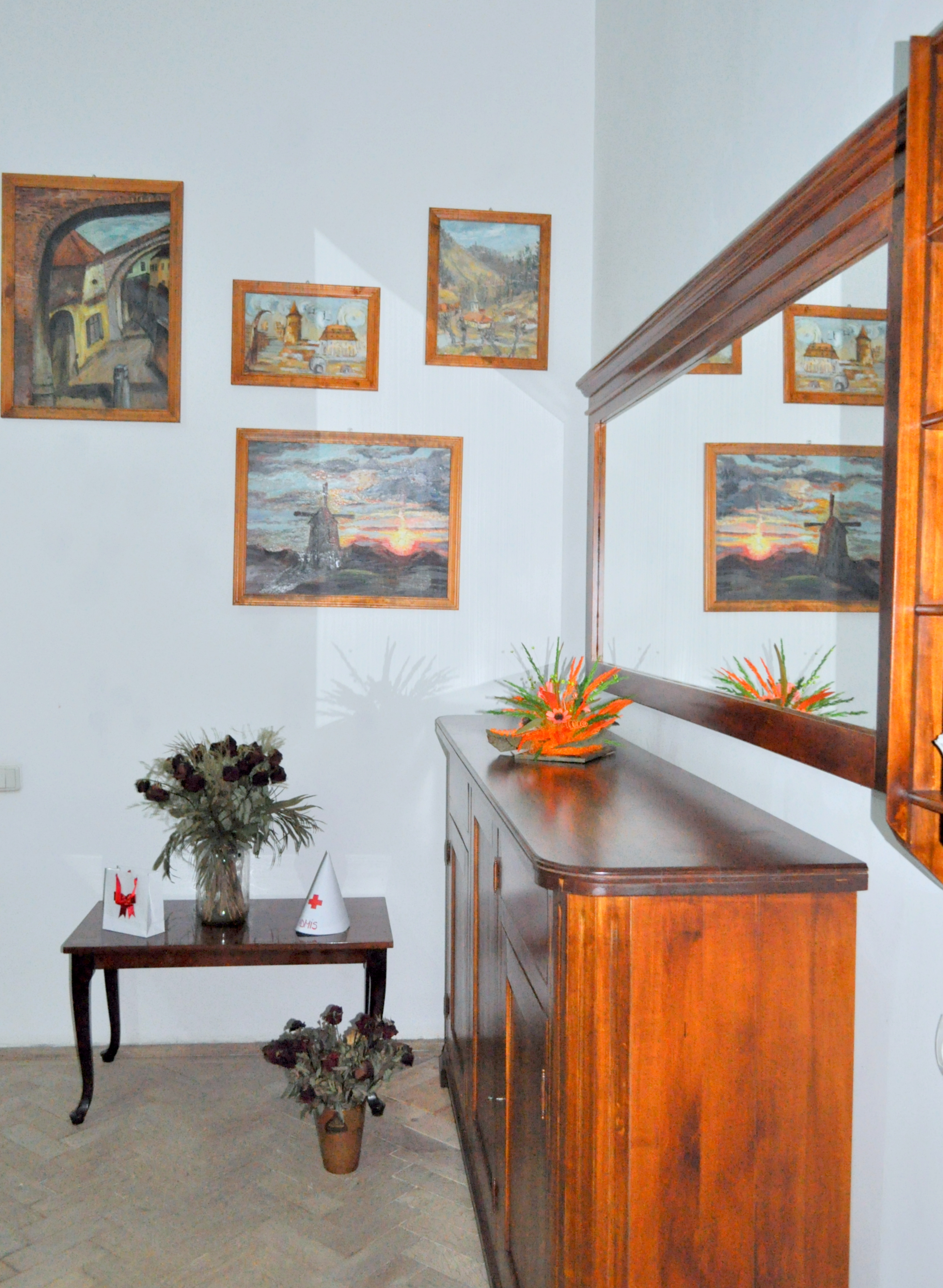
Casa în care a trăit și pictat doamna Teodora Lișcu
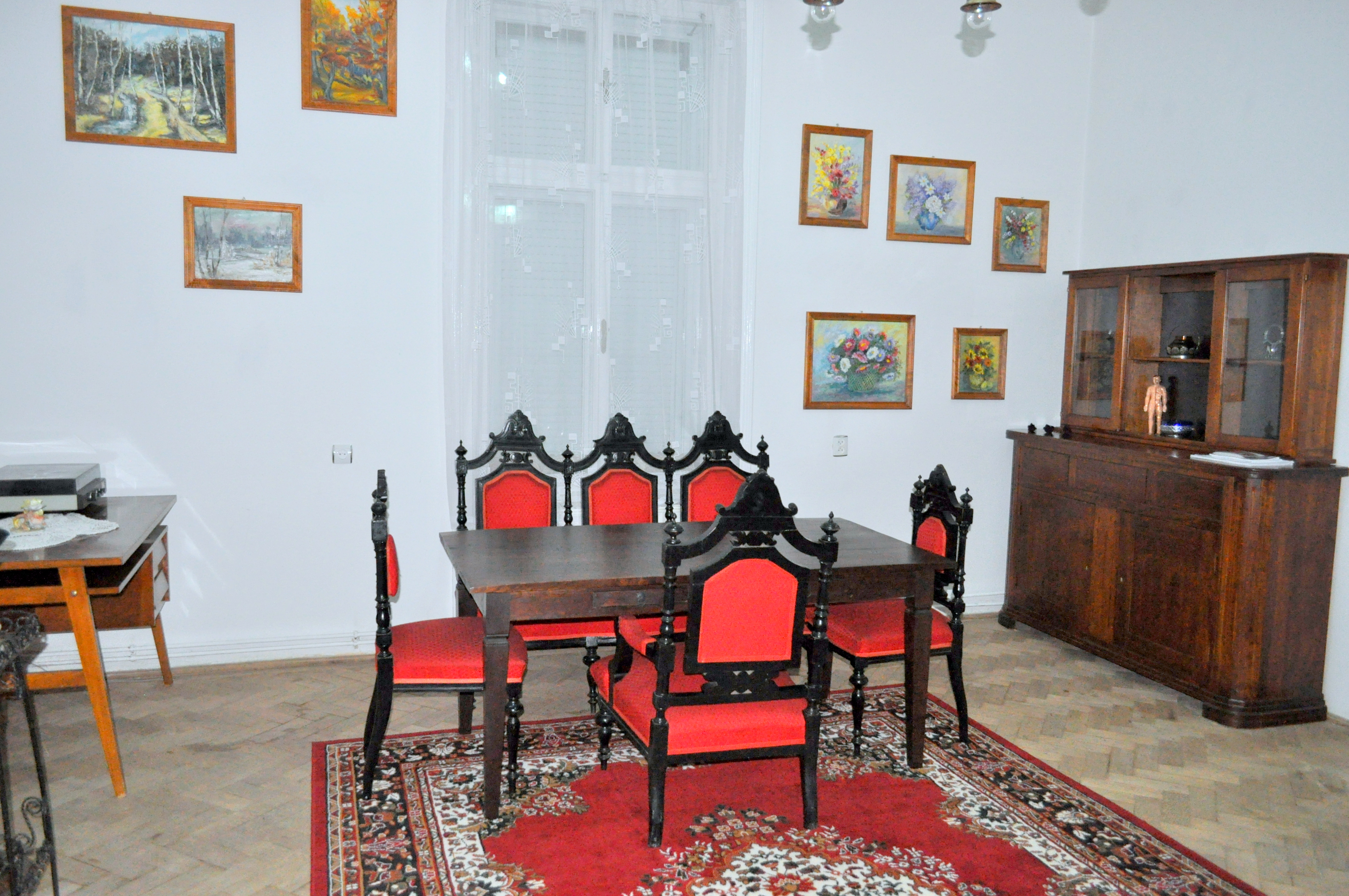
Casa în care a trăit și pictat doamna Teodora Lișcu

Temele predilecte în creația plastică a Teodorei Lișcu sunt peisajele citadine, rurale și peisajele naturale, în special lumea florilor. Peisajele citadine surprind mai ales zidurile, străzile, porțile Sibiului medieval, Piața Mică, Piața Mare, zonele Mitropoliei, Bisericii Ursulinelor, Bisericii Evanghelice, aflate aproape de locuința artistei plastice sibiene.
Începând cu anul 1975, artistul plastic Teodora Lișcu a participat la expoziții în grup în Sibiu, Timișoara, Târgu Mureș, la expoziții personale în Sibiu, în 1981, 1989, 1990, la numeroase tabere de creație. A fost recompensată cu numeroase premii naționale: premiul III în 1982, 1983, premiul II în 1984, 1985, 1987, premiul I în 1986, 1989.

Tablouri de Teodora Lișcu - tema predilectă: florile
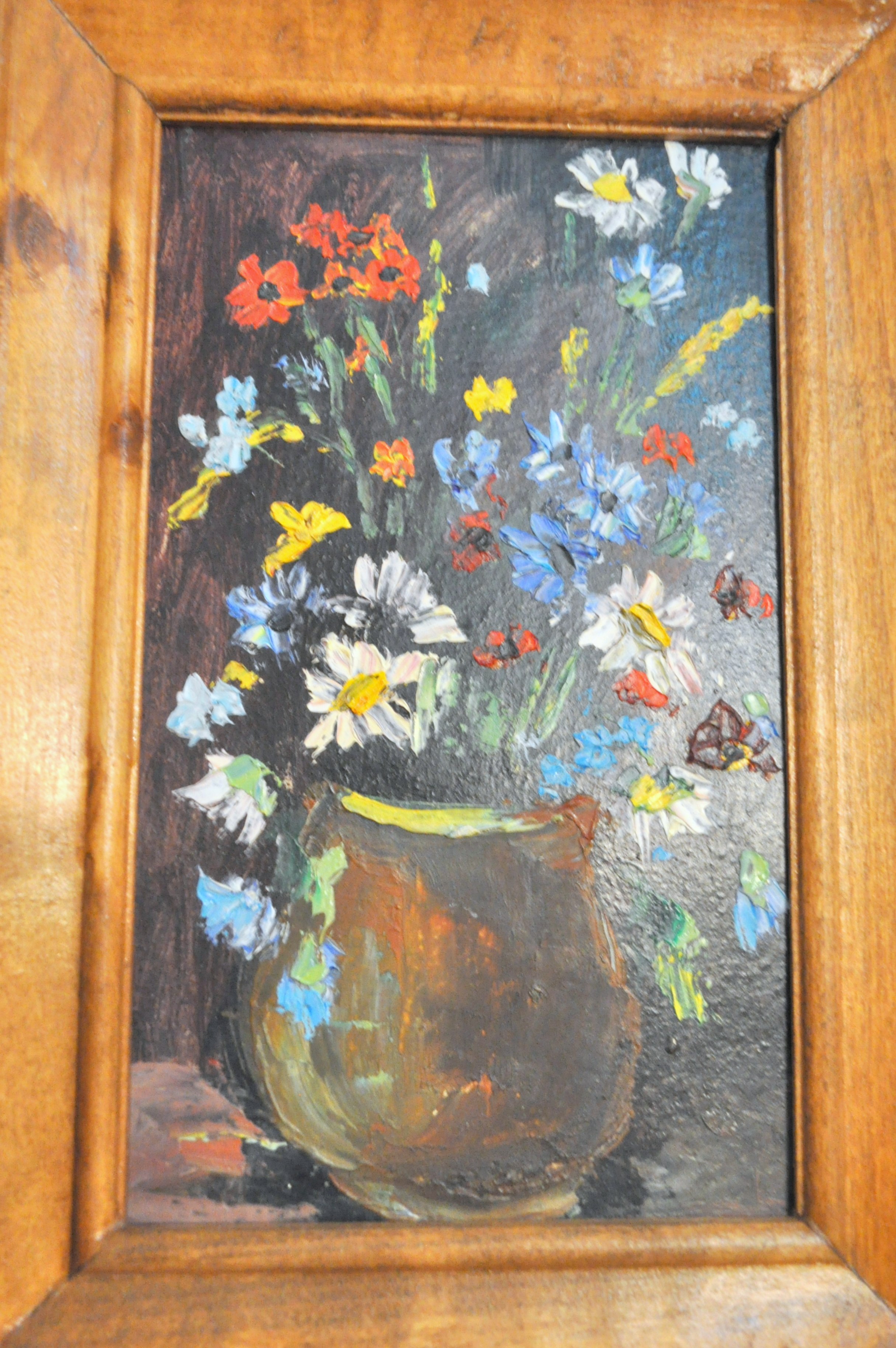
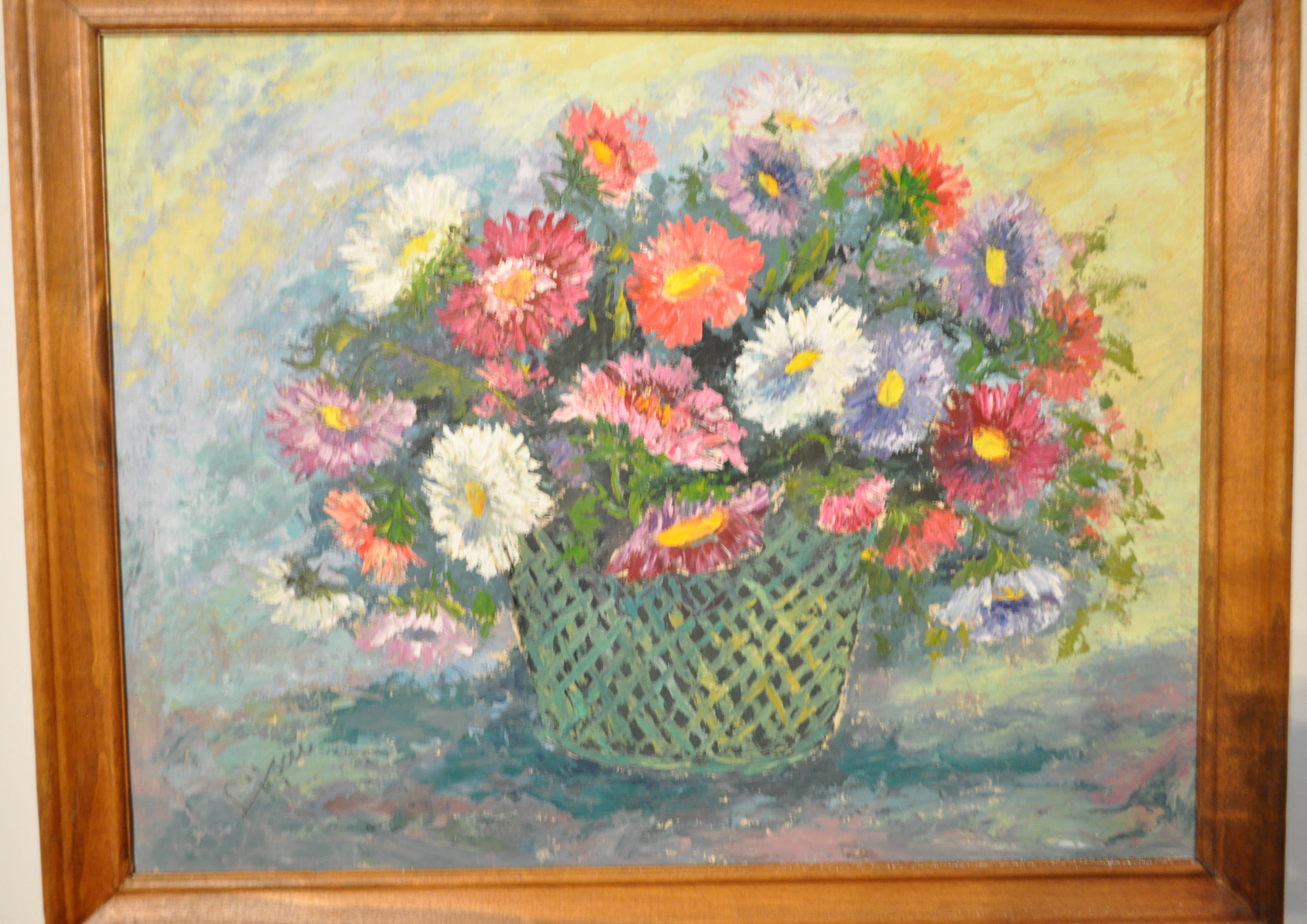
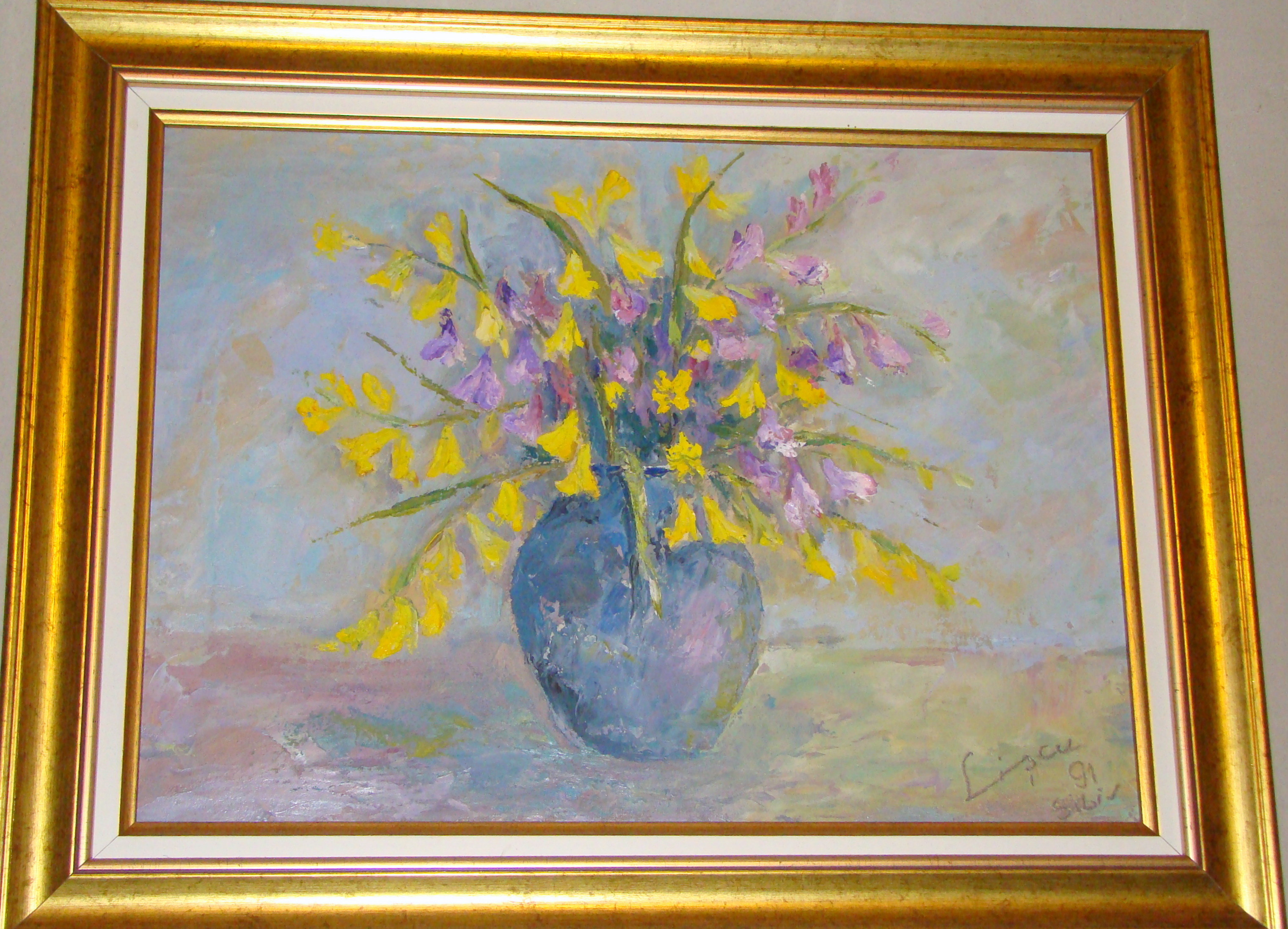
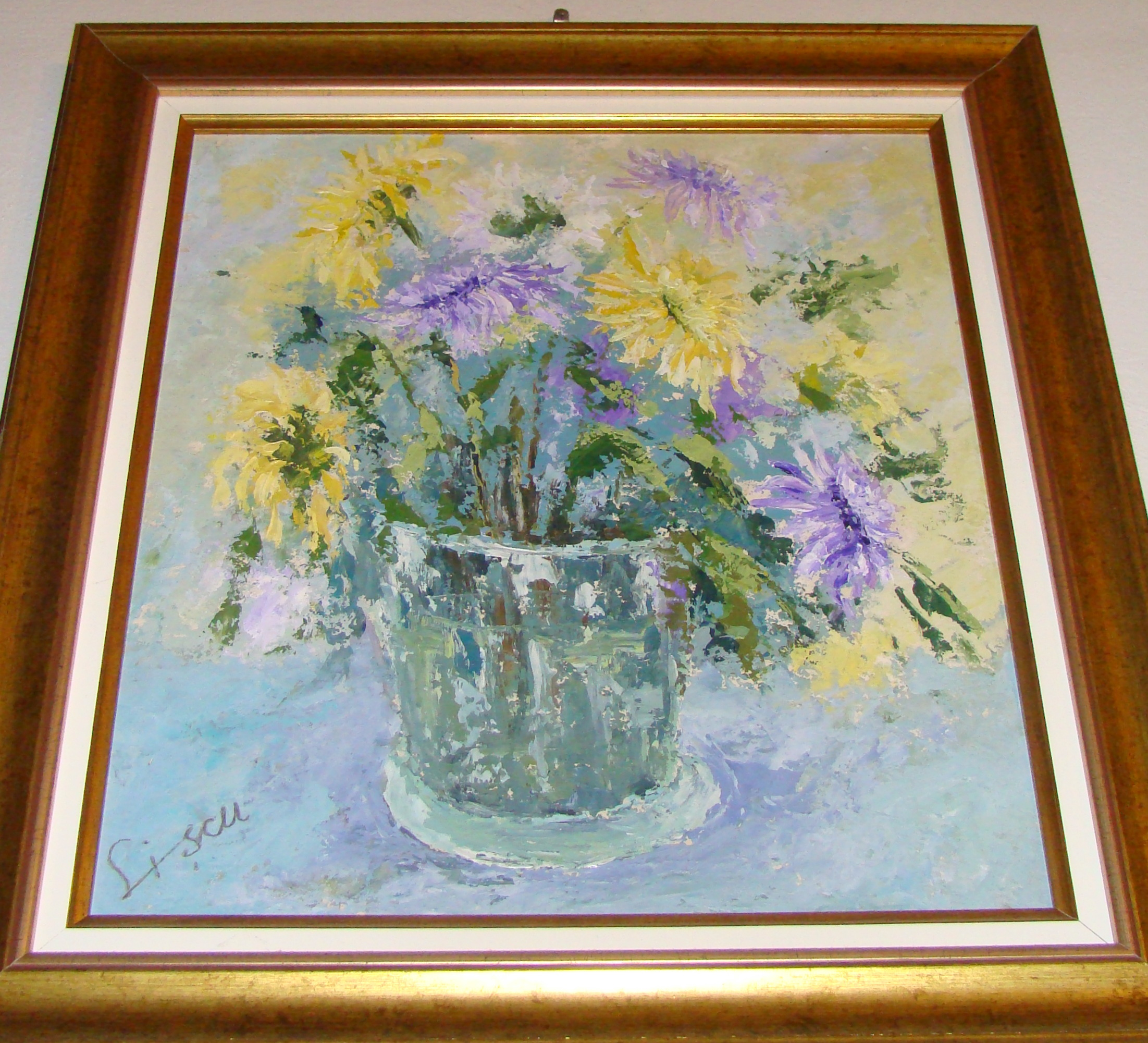
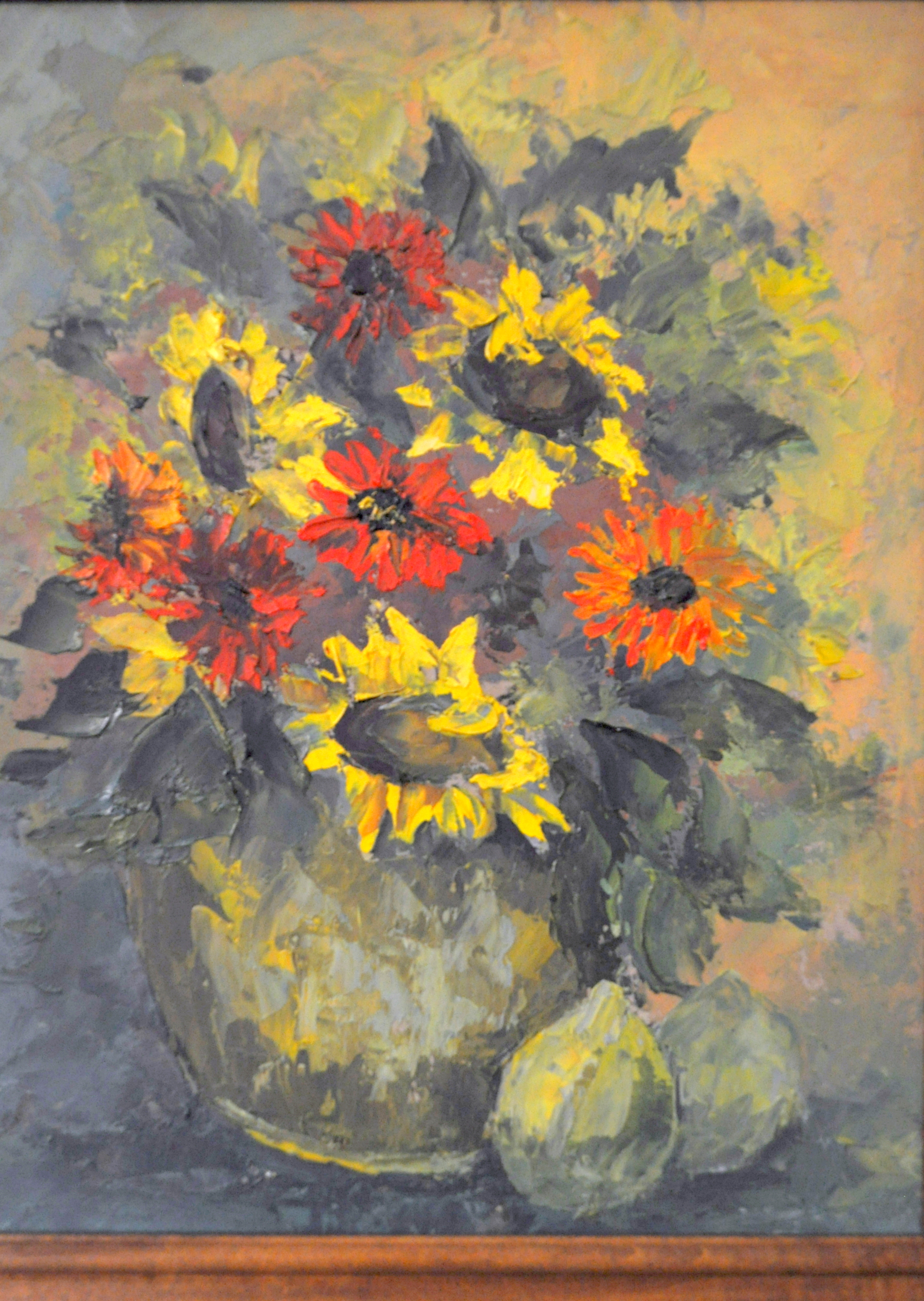
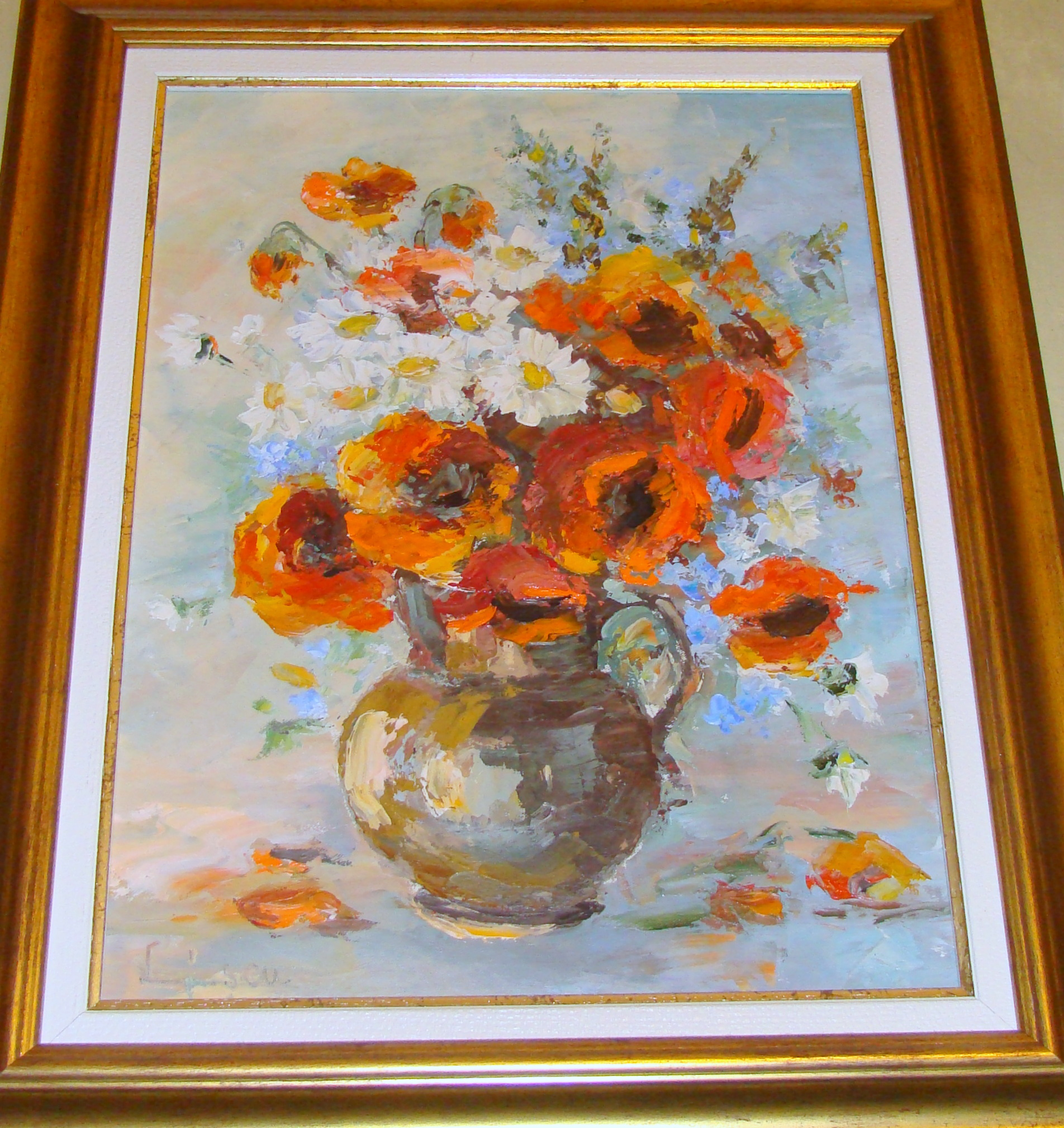
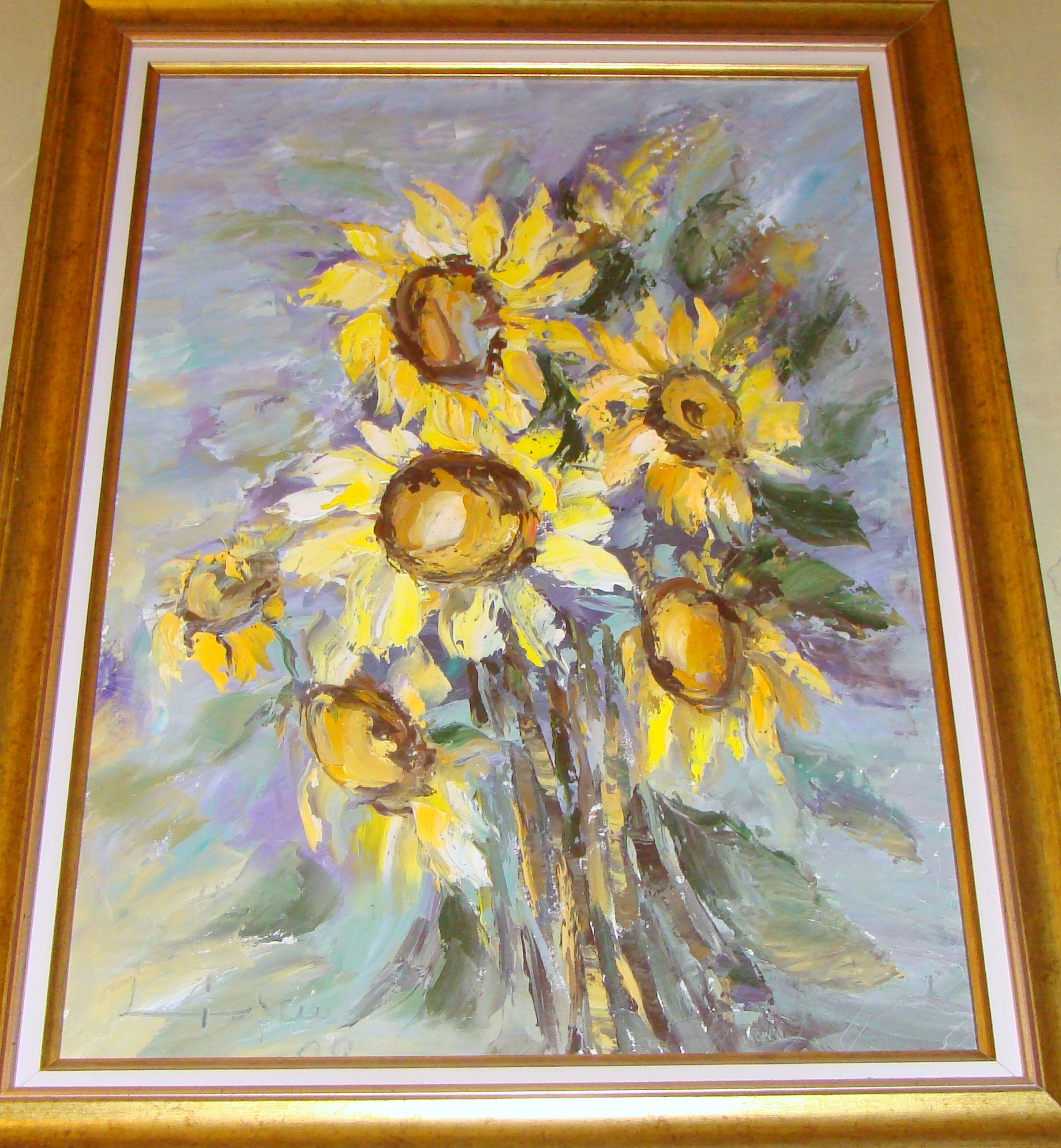
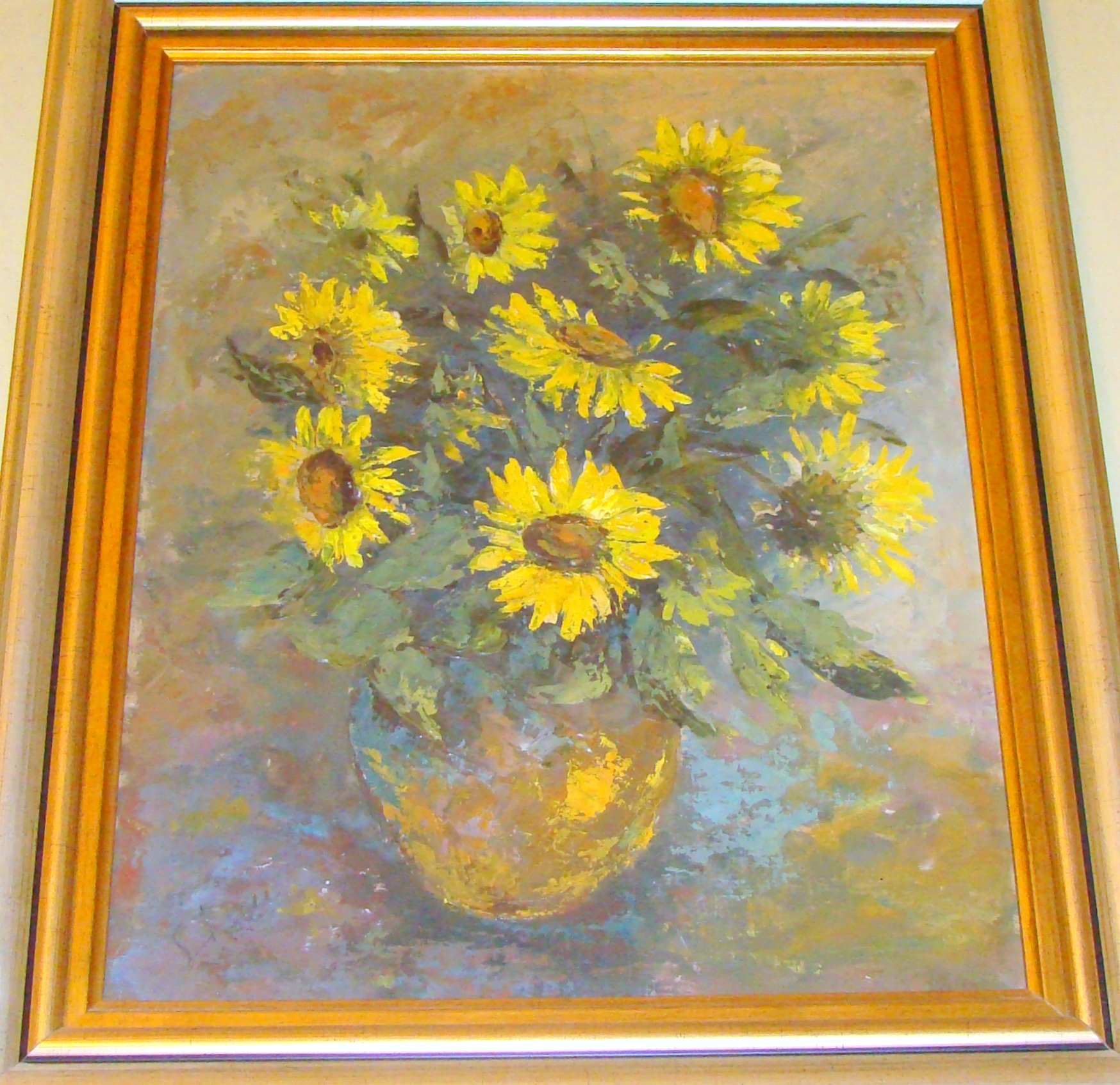
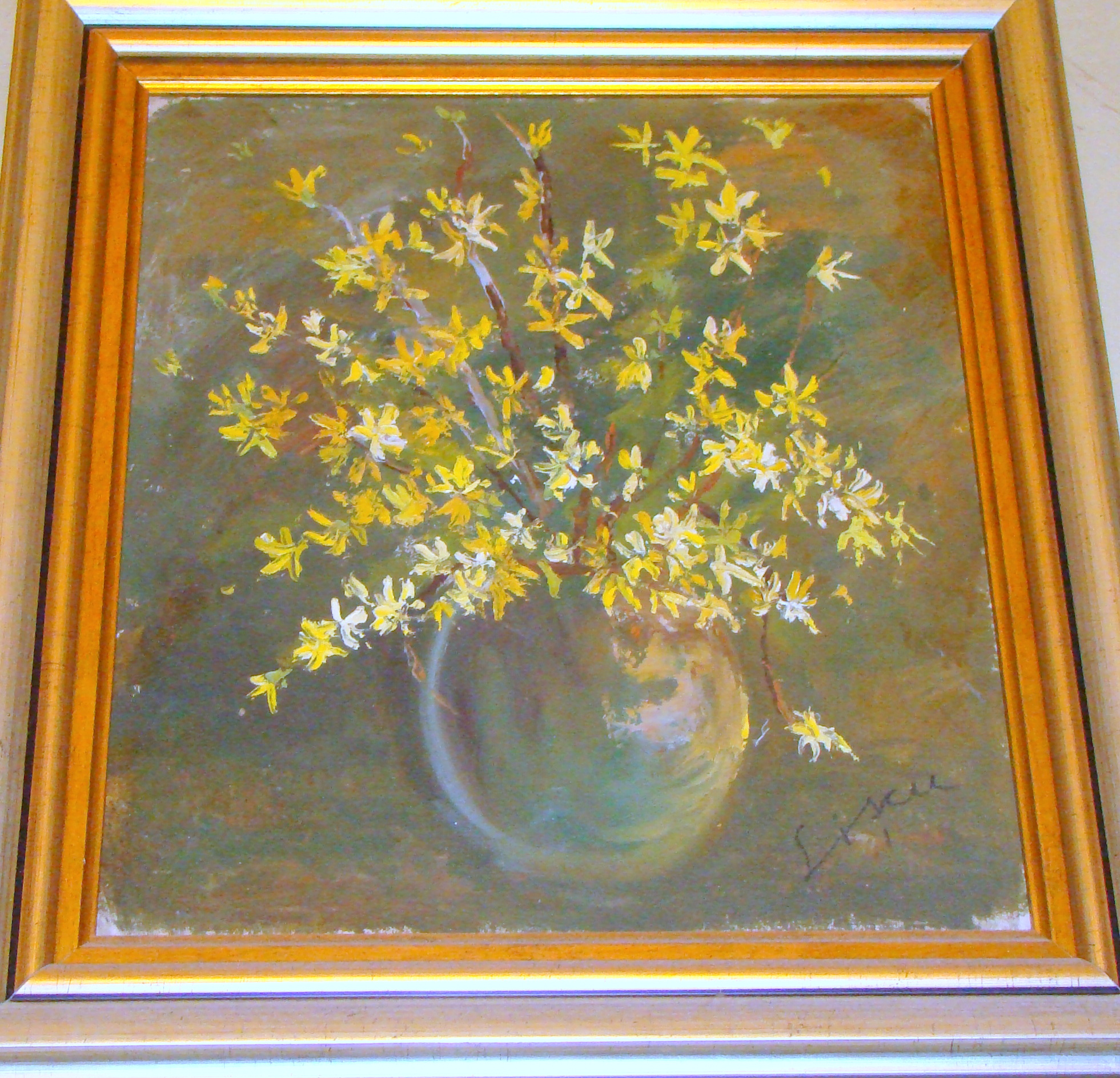
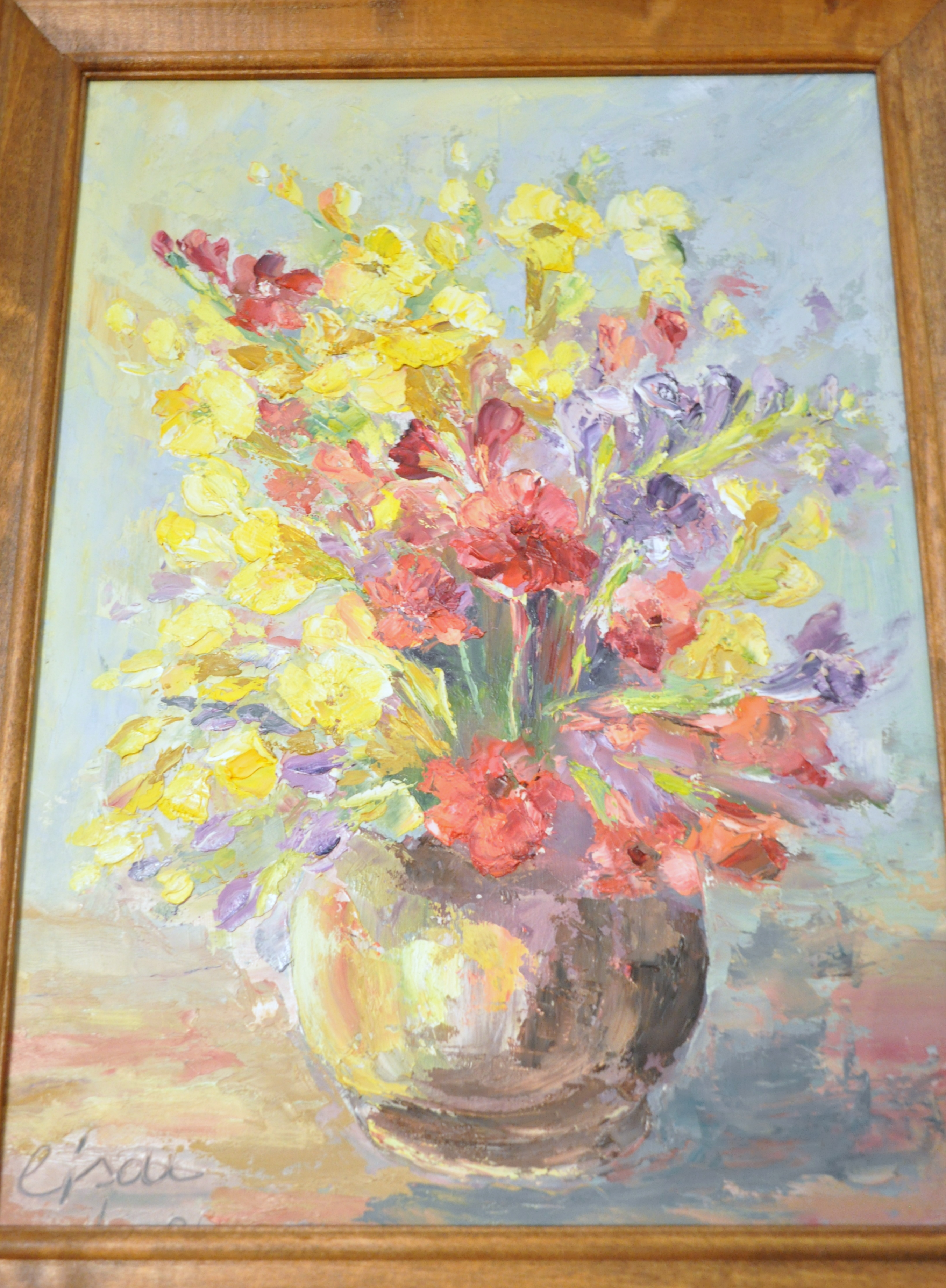
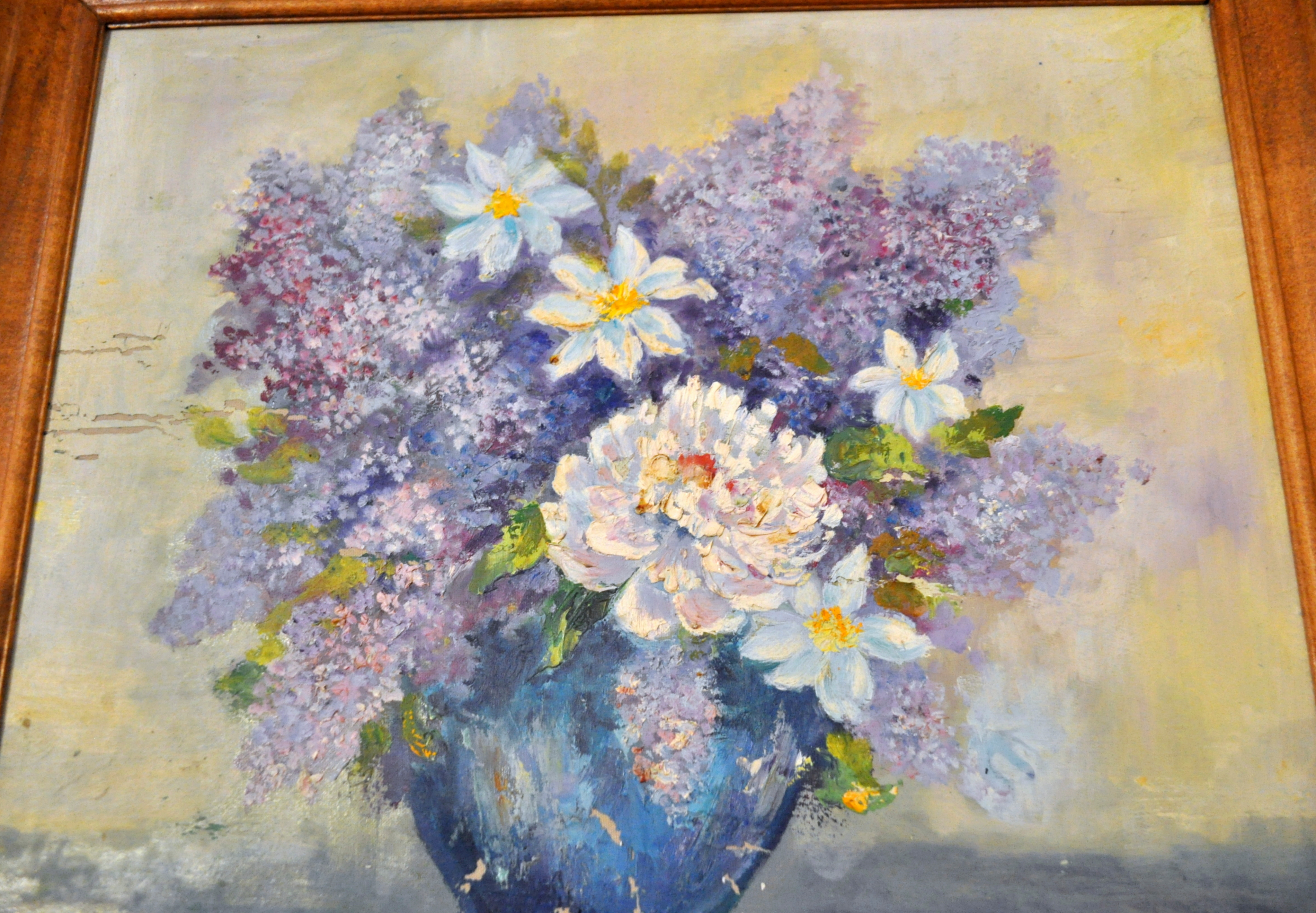
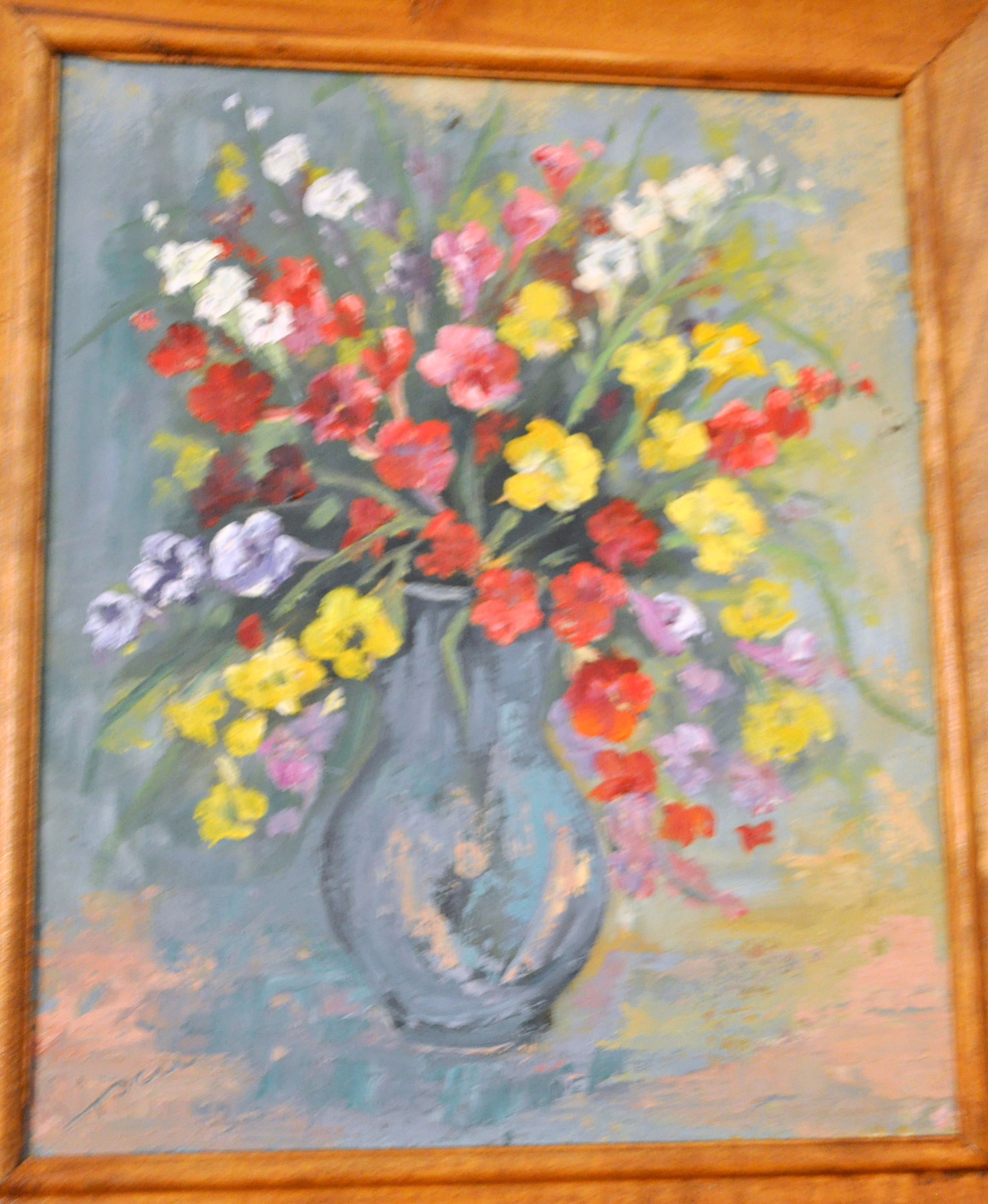

În perioada 1991-2000, a participat la expoziții de grup la Salonul anual – Galeriile UAP Sibiu, în 1993, la expoziții internaționale în Heilbronn, Germania, 1991, în Palermo, Italia, în 1992, 1998, 1999, în Franța, la Pipriac, Carantec, Chavagne, la expoziții personale în Sibiu, 1991, 1996, 1999, în Alba Iulia, în 1991, 1992, în Franța la Goven, 1994, în Austria la Feldkirch, 1995, Bregenz, 2000, în Germania la Nürnberg, 1996, 1997, în București, 1998. A primit Premiul național II, în 1995, Premiul special ASLA la Palermo, în Sicilia, 1992.

Tablouri de Teodora Lișcu
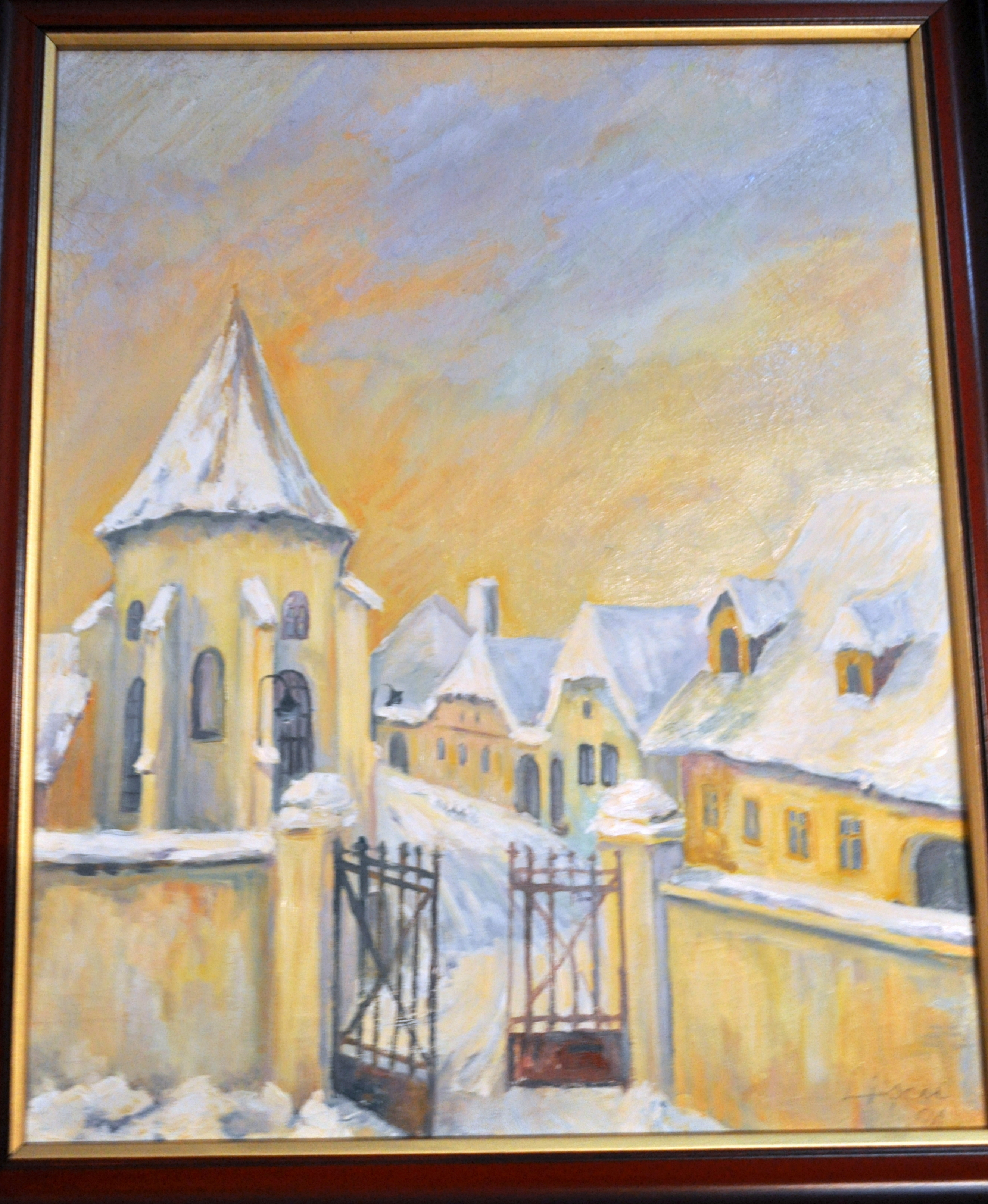
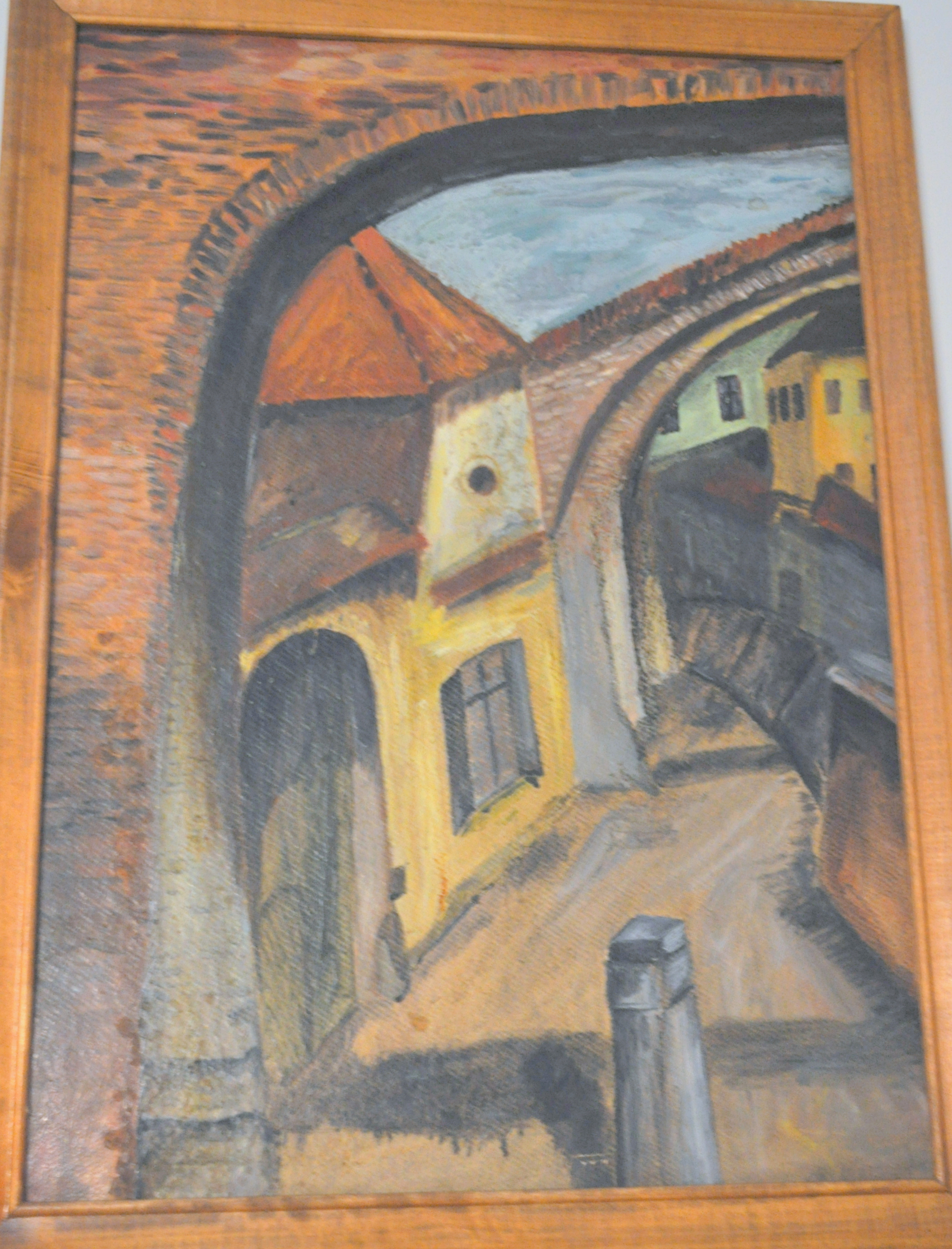
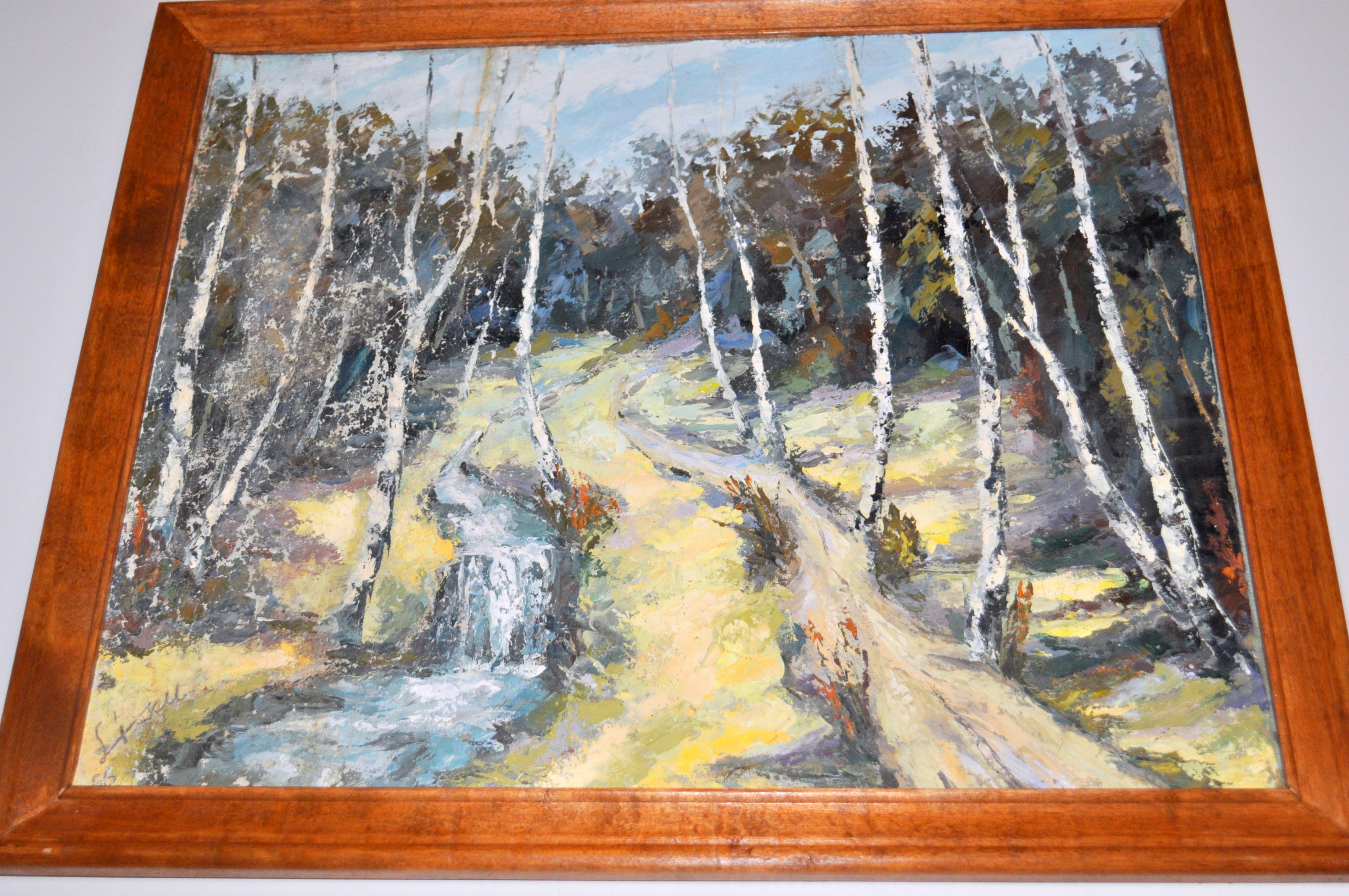
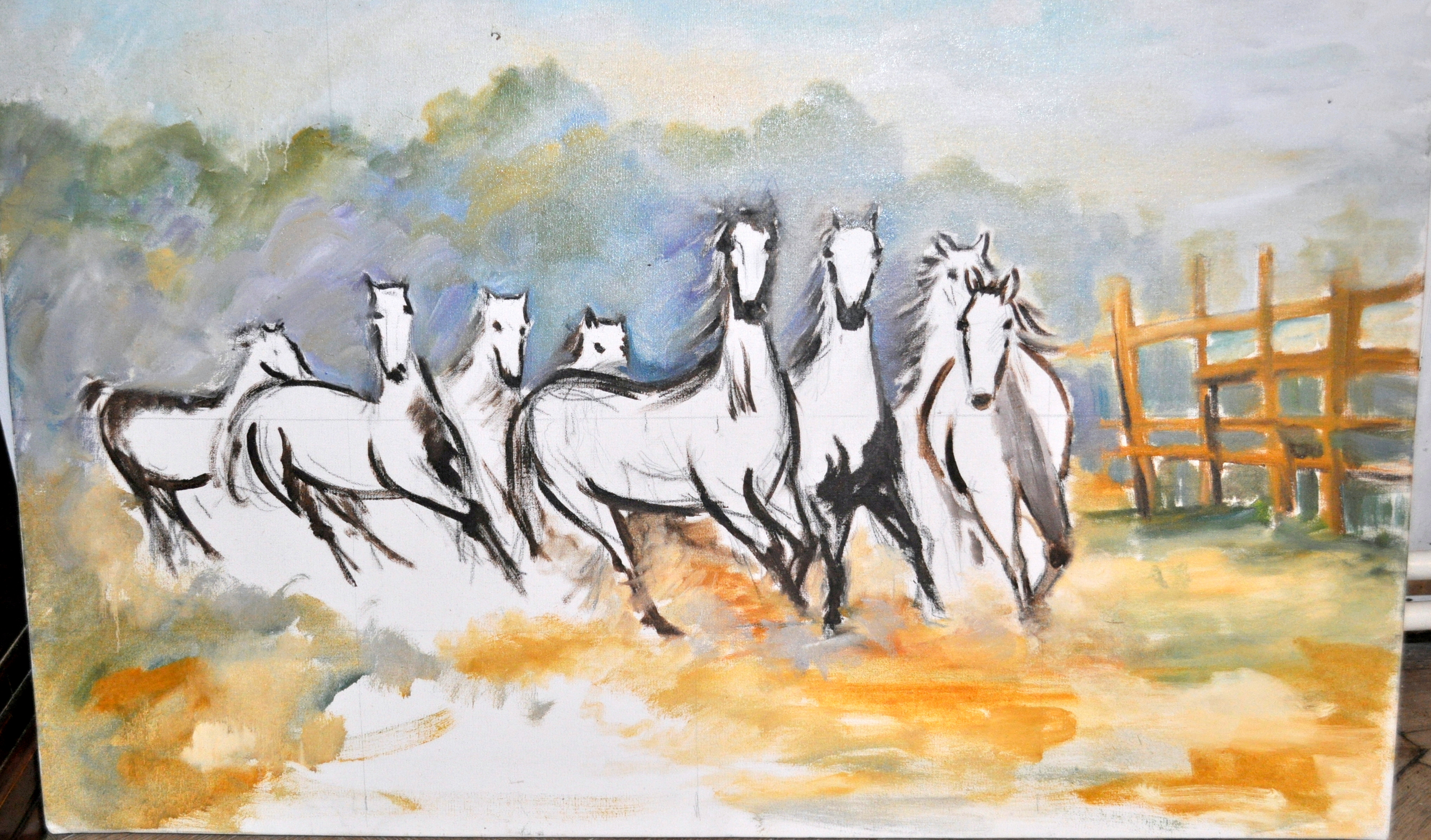
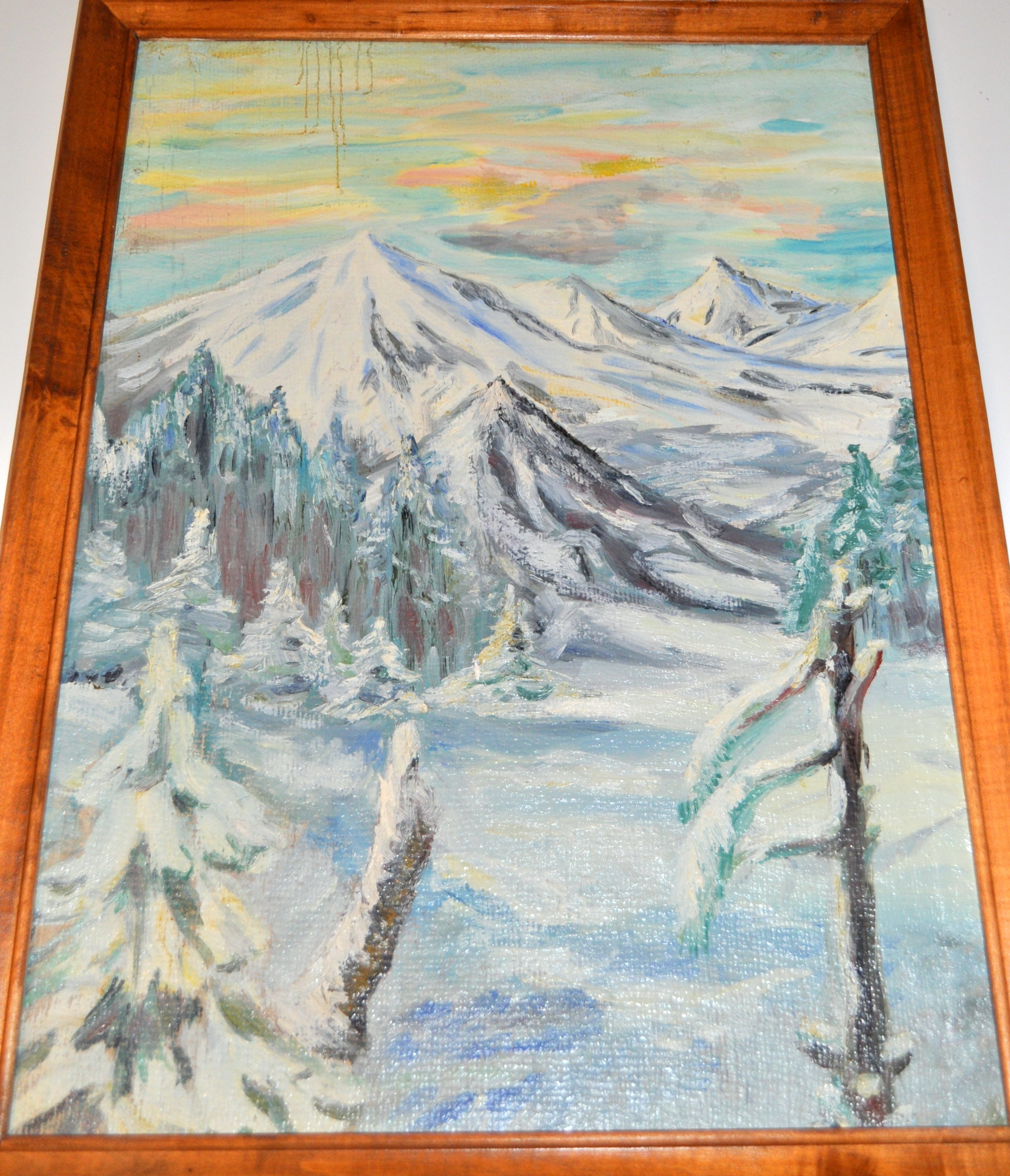
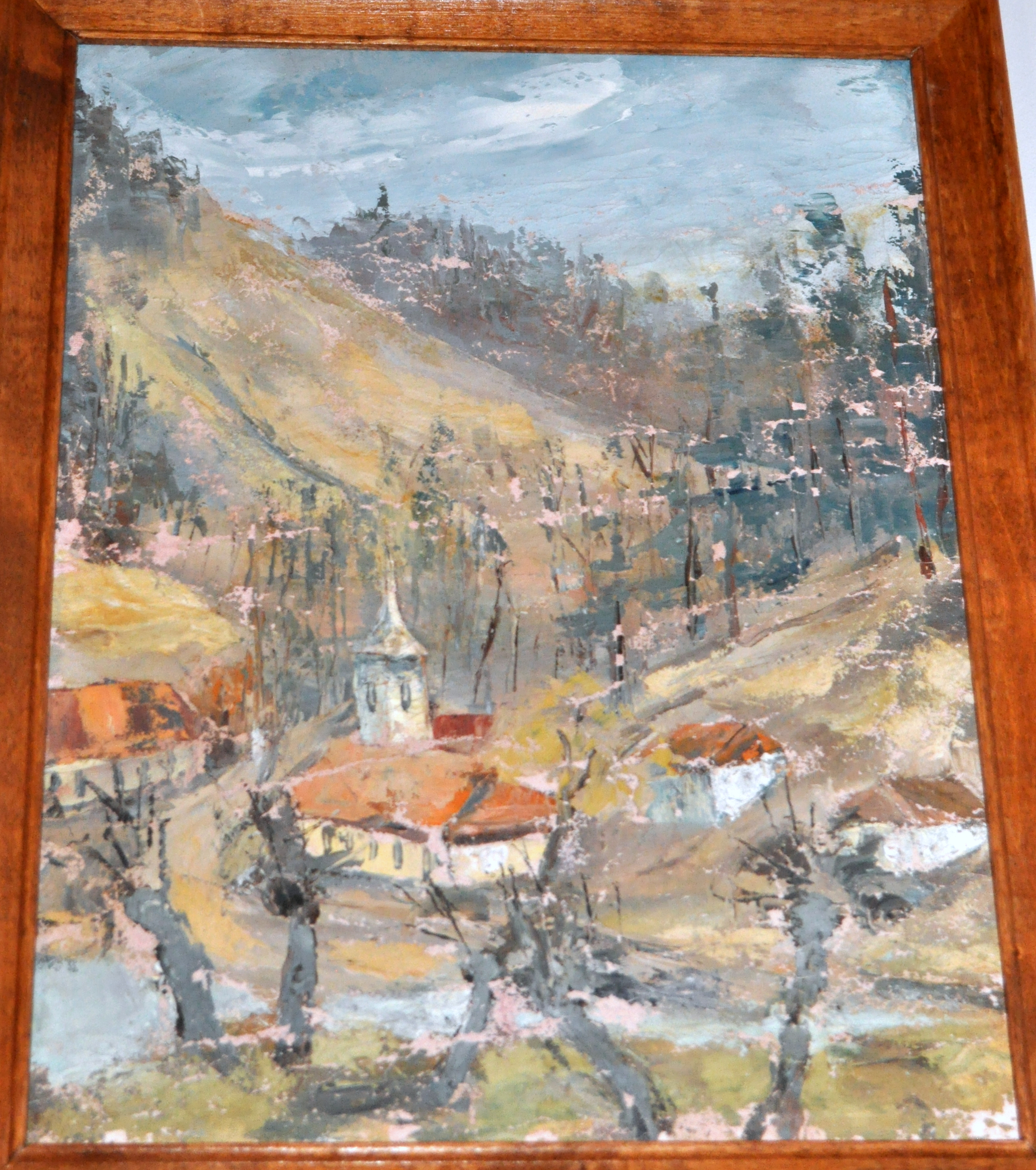
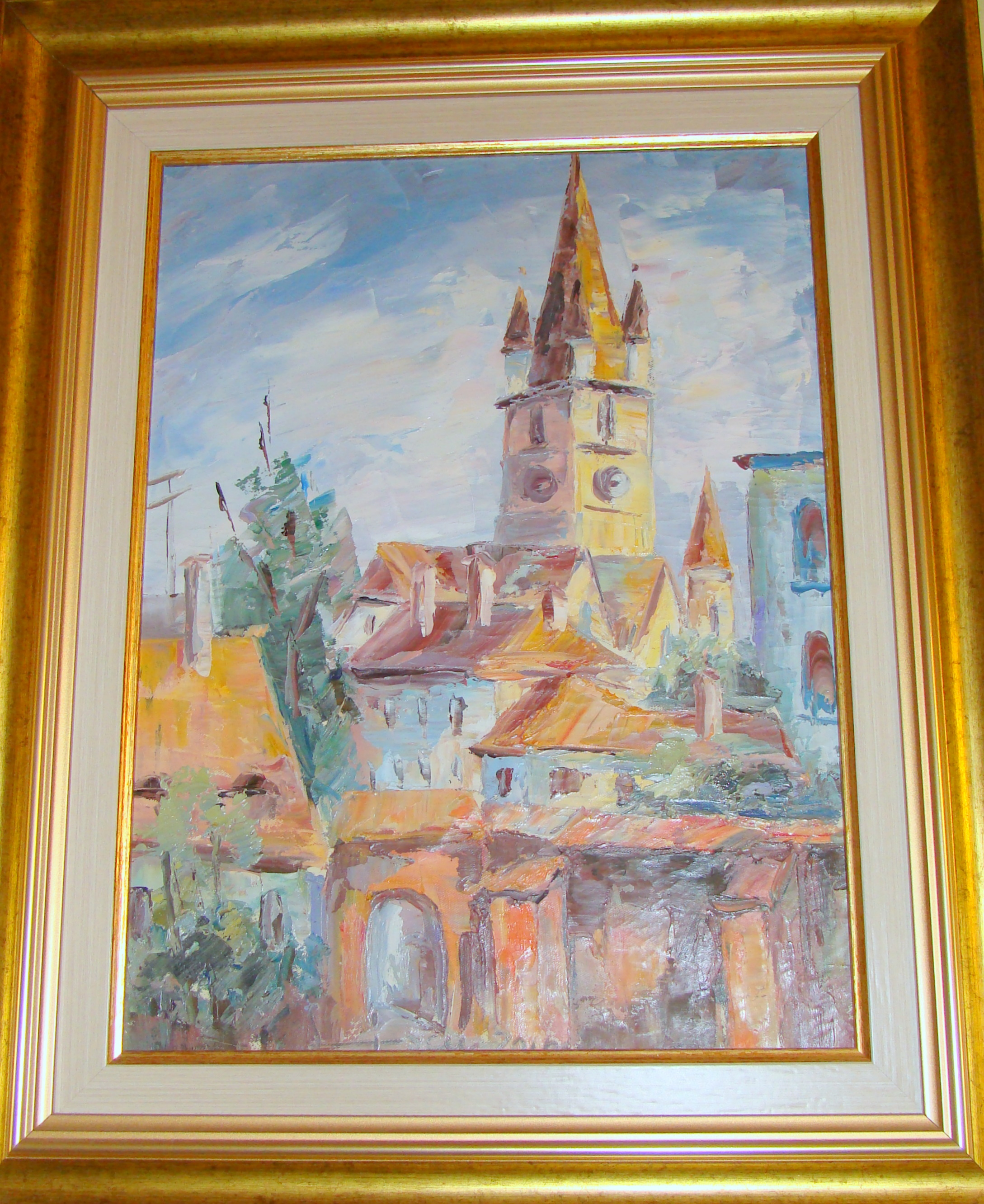
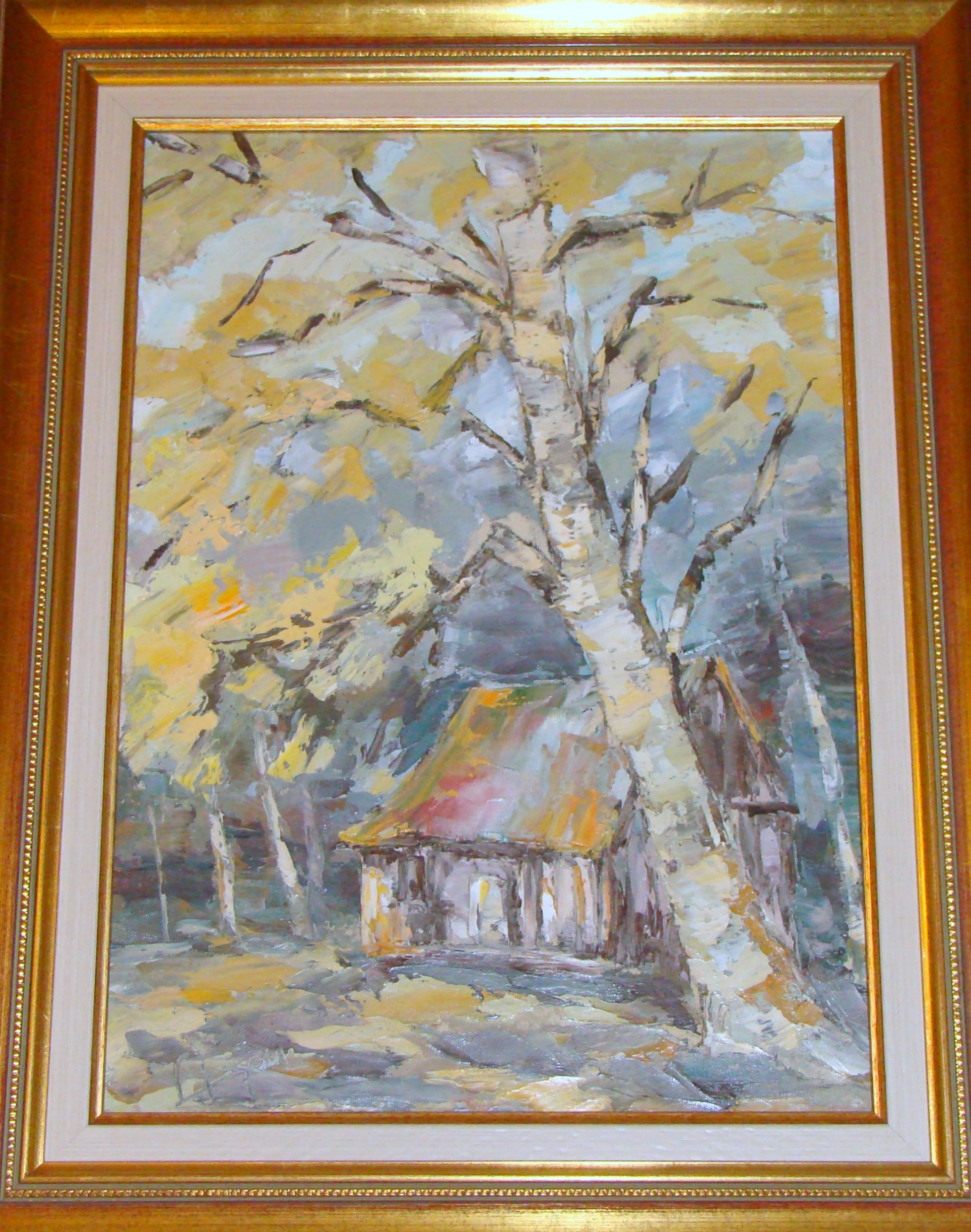
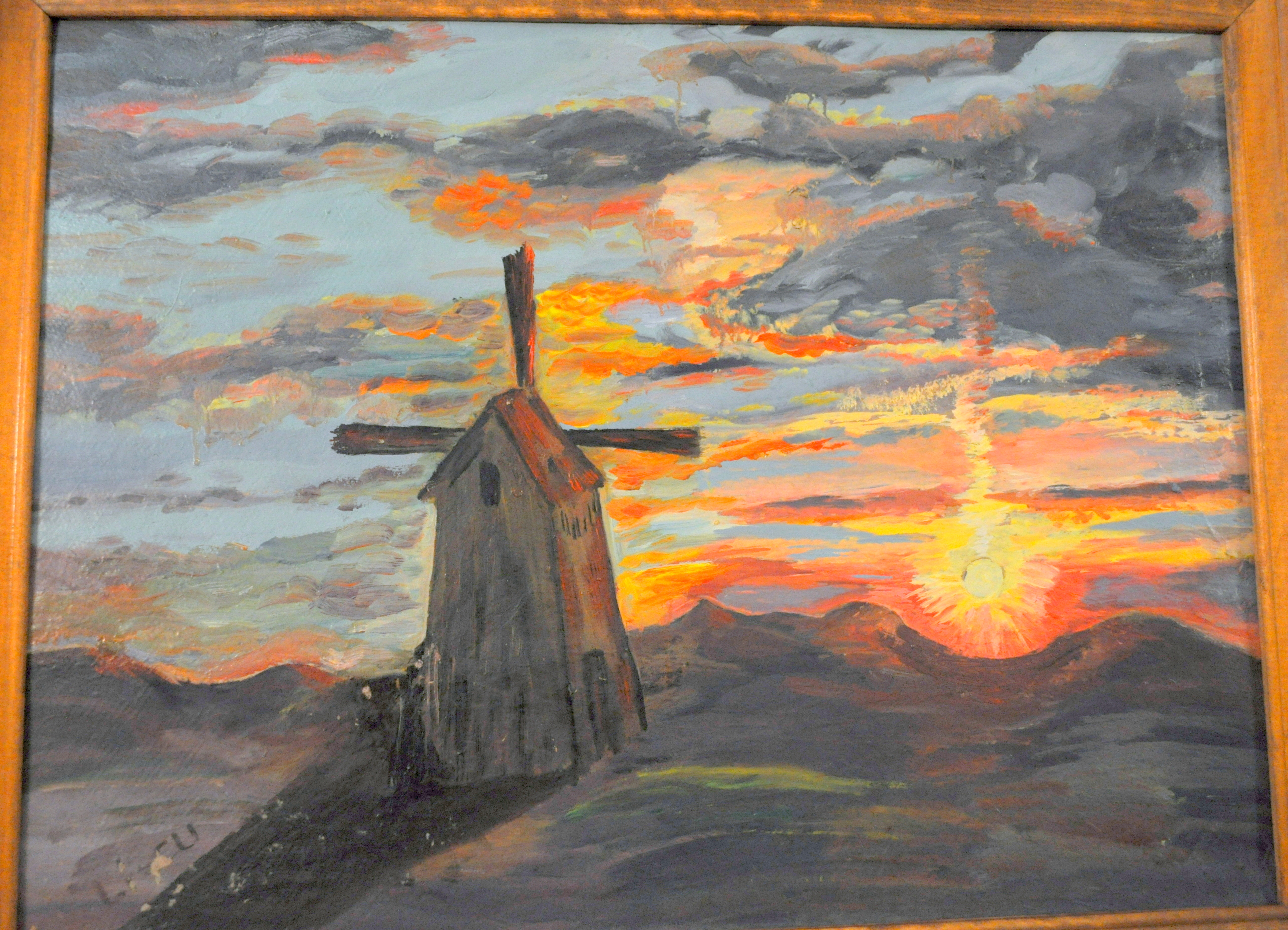
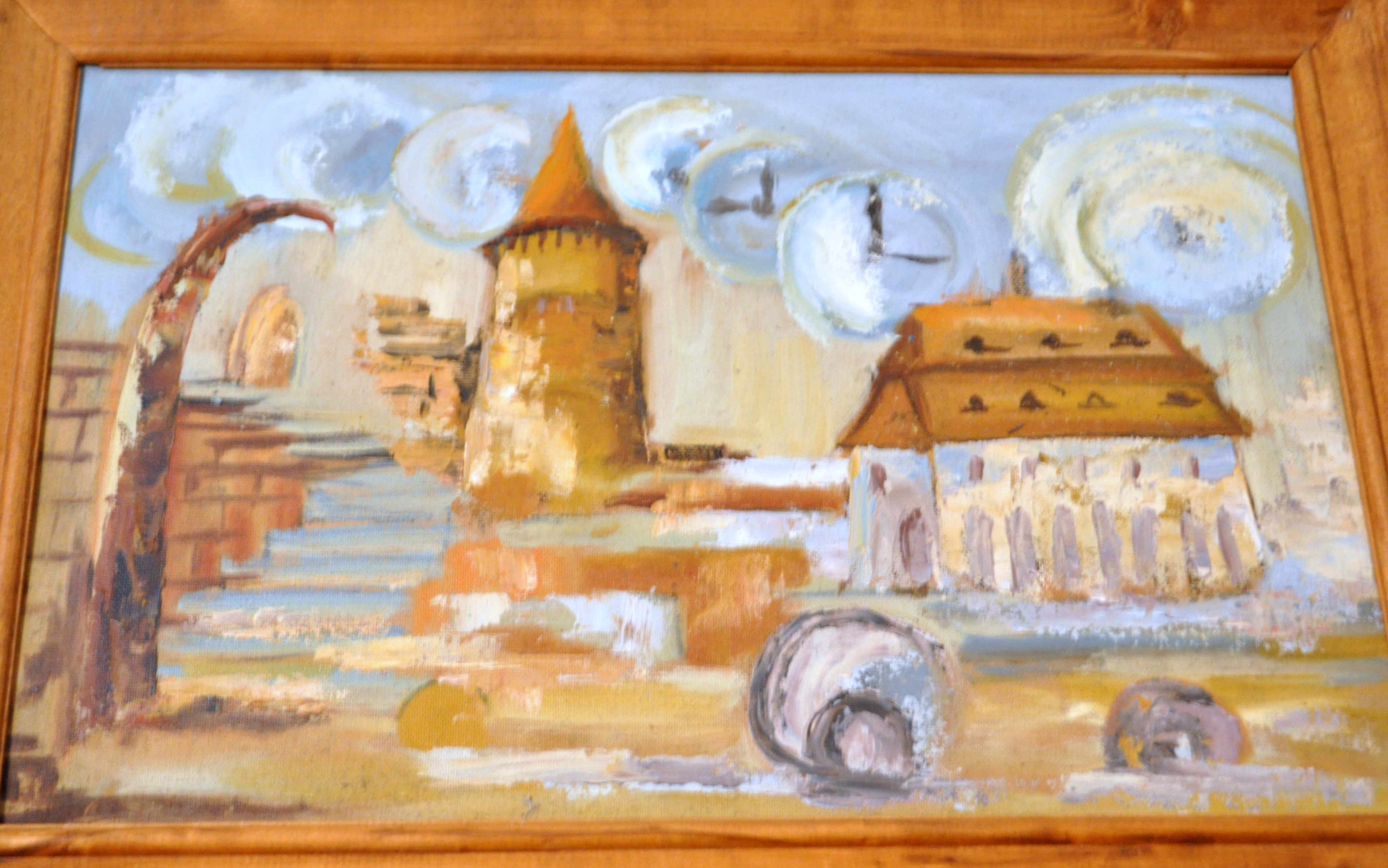
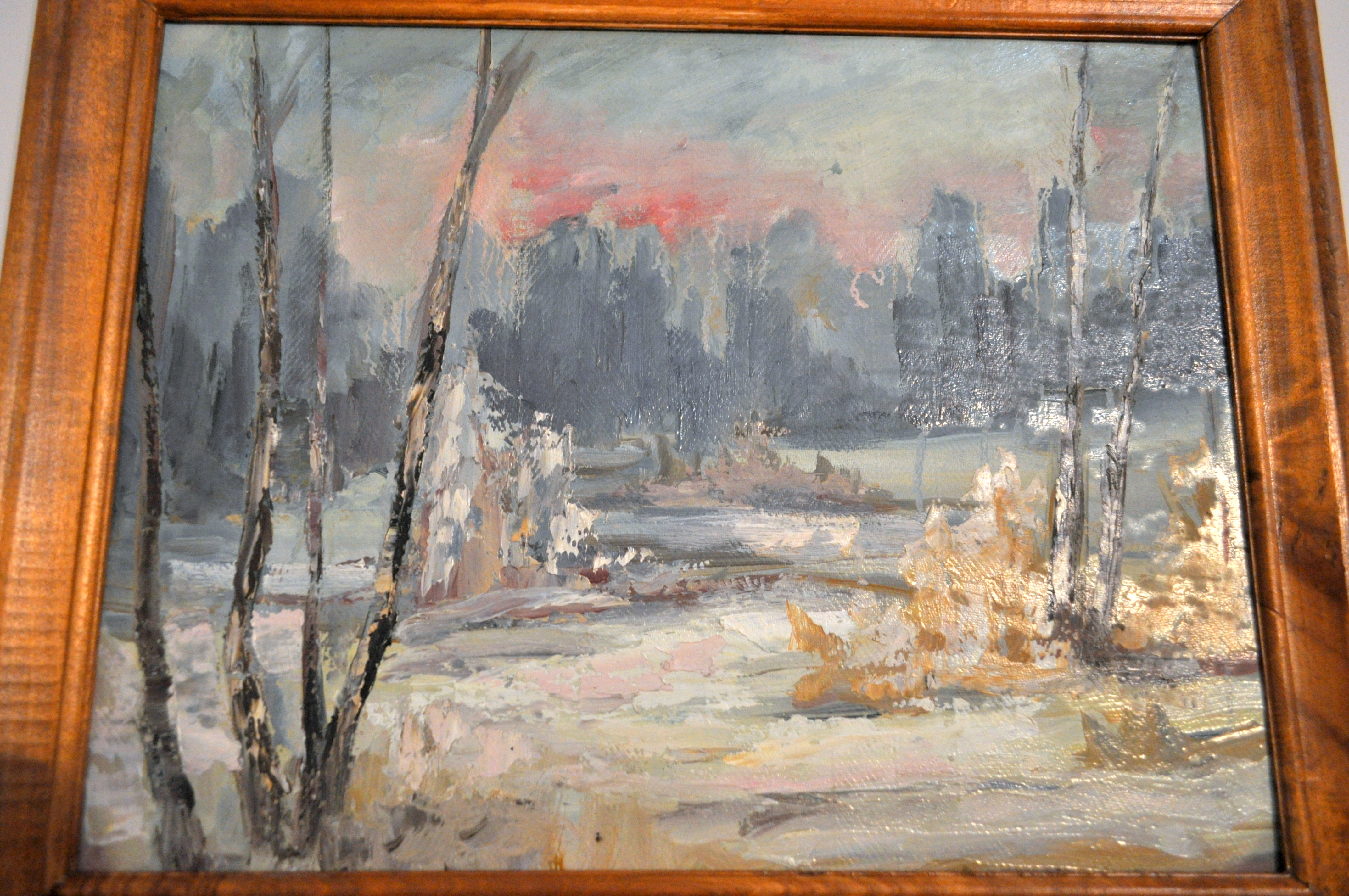

În perioada 2001-2010, Teodora Lișcu a participat cu expoziții în grup la Galeriile UAP, Sibiu, 2004, în Carantec, Franța, 2003, cu expoziții personale în Goven, Franța, 2003. A participat consecvent  la taberele de creație ale Uniunii Artiștilor Plastici, Sibiu, 2005, la Tabăra Valea Viilor, 2004, la Tabăra Moșna, al cărei fondator este din anul 2002. A participat, în 2006, la Galeria „Alianța Artelor” din Cluj-Napoca, în 2008, la Galeriile „Atrium” din Sibiu, în 2009, la Galeria de Artă din Consulatul României din Cernăuți. La sfârșitul anului 2009 a expus și în Statele Unite ale Americii. În anul 2011 a participat la o expozitie de grup, vernisată la sala Constantin Brâncuși a Palatului Parlamentului, intitulată „Tablouri de vis” în care au expus peste 30 de artiști.
În prezent (2020) starea de sănătate a doamnei Teodora Lișcu este foarte precară (semiparalizie), datorită unui accident vascular suferit în urmă cu mai mulți ani.

## Aprecieri critice
Cunoscuta pictoriță sibiană, Teodora Lișcu și-a creat un stil propriu în cei peste 25 de ani de prolifică și neîntreruptă activitate. Creația sa, circumscrisă temei florale sau peisagistice relevă simbioza armonică a liniei și culorii, în alcătuirea imaginii.
Culoarea la Teodora Lișcu este personalizată, vibrantă, în sensibile expansiuni tonale, ce o definesc în peisajul plasticii sibiene - Dr. Maria Olimpia Tudoran Ciungan, critic de artă.
Teodora Lișcu a adoptat recurent peisajul citadin cu predilecție cel al arhitecturilor vechi, al clădirilor și monumemntelor istorice, al căror „parfum” vetust îl surprinde și exprimă în cromatica bogată, nunațată și aplicată în pete viguroase, împăstate a pânzelor sale - Valentin Mureșan, istoric și critic de artă.

Tablouri de Teodora Lișcu
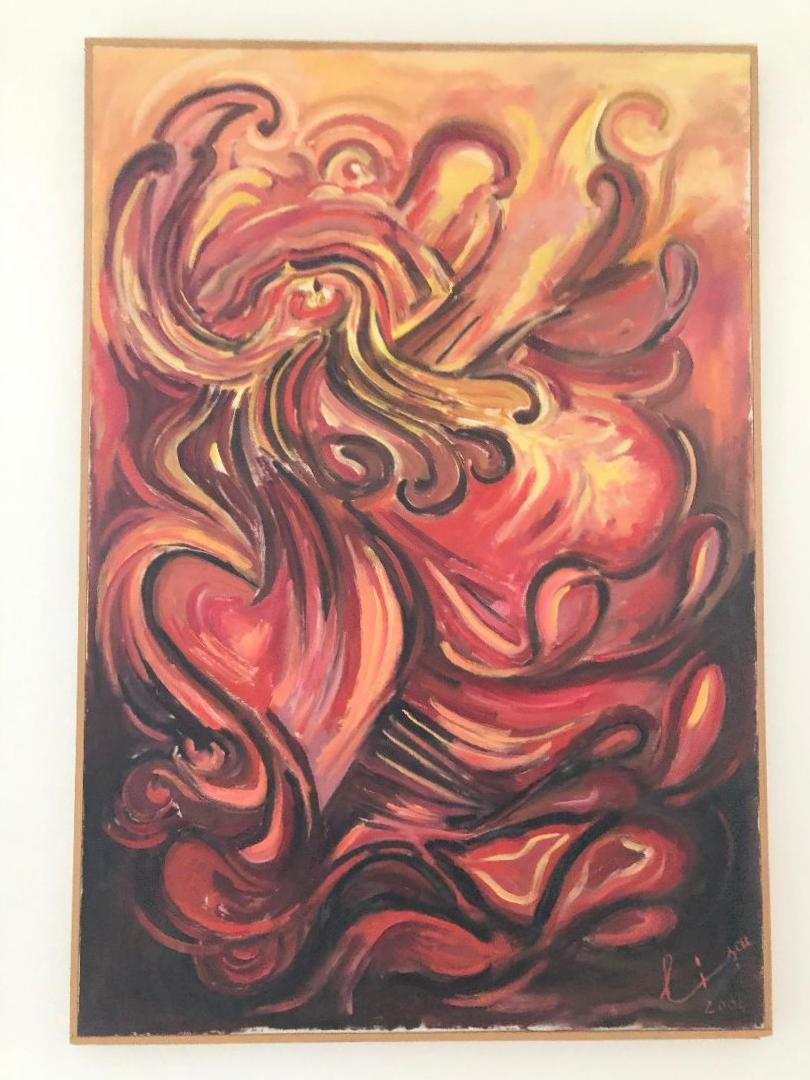
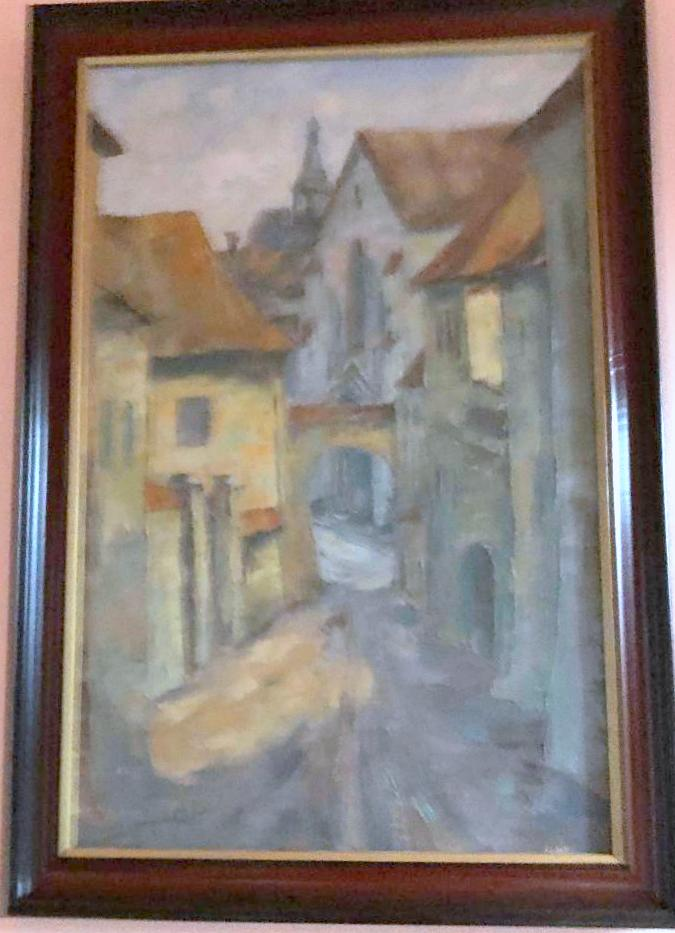
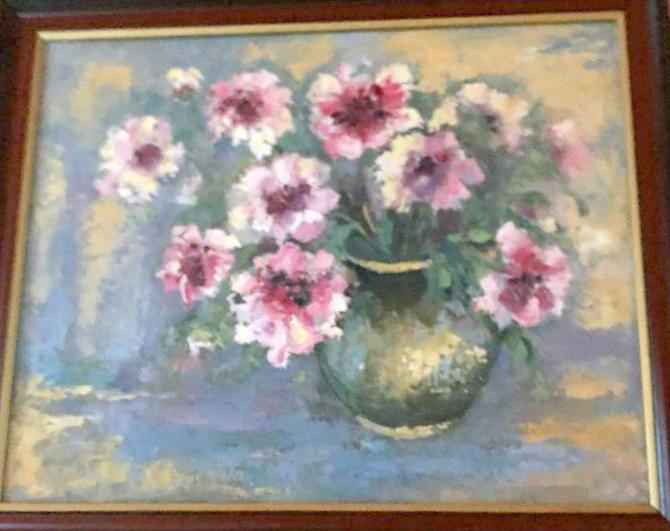
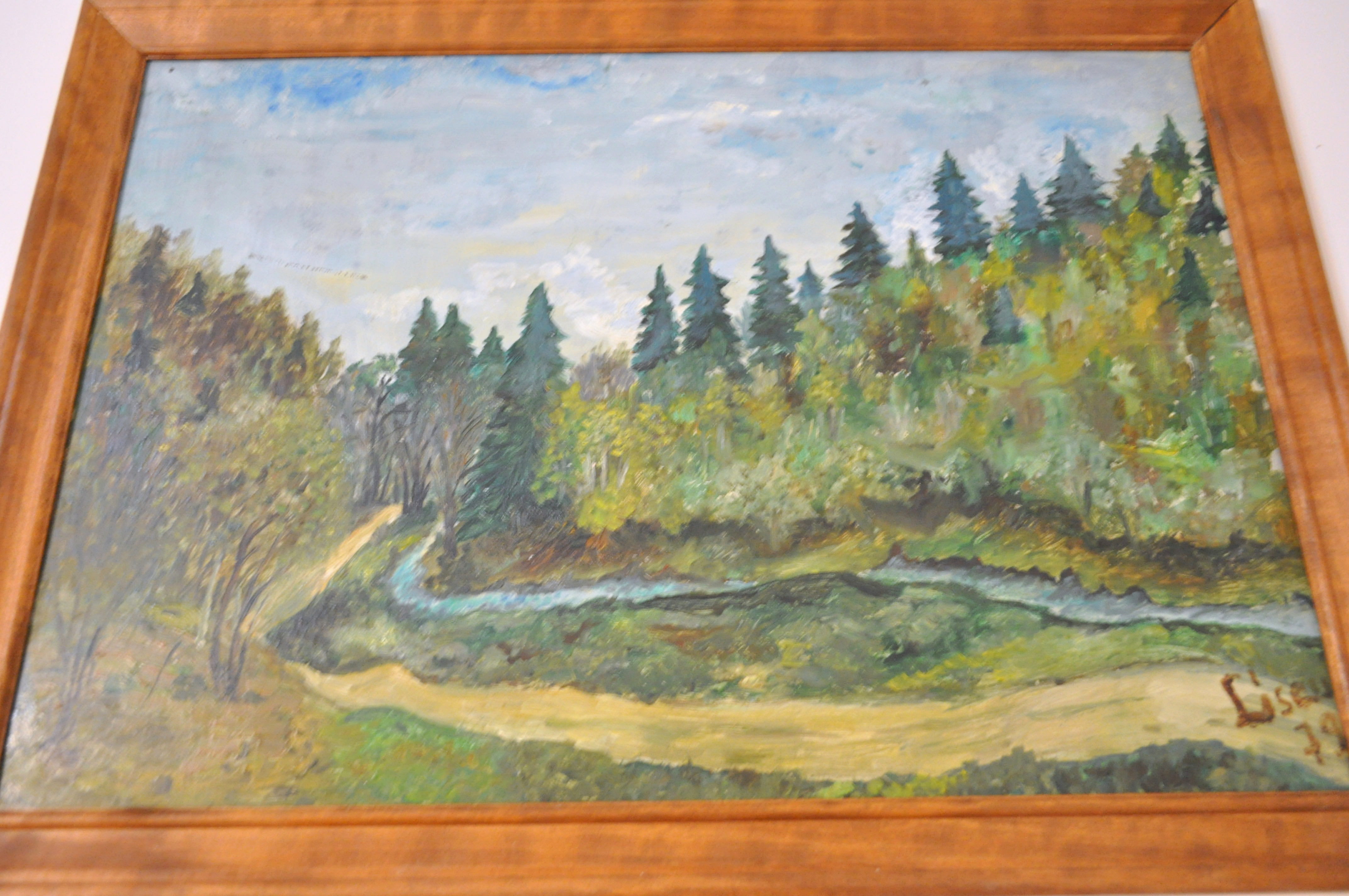